# Corpo militare dell'ACISMOM
Il Corpo Militare dell'Associazione dei Cavalieri Italiani del Sovrano Militare Ordine di Malta (anche Corpo Militare dell'Ordine di Malta) è un corpo militare speciale ausiliario dell'Esercito Italiano, con il quale coopera per il soccorso sanitario e umanitario in caso di guerra, pubblica calamità e di emergenza.

## Storia

### Origini
Il Corpo militare è erede ideale e discendente delle forze armate dei Cavalieri ospitalieri: la Marina dell'Ordine con il Battaglione dei Vascelli e il Battaglione delle Galere, la Guardia del Gran Maestro, il Reggimento di Malta (fanteria), il Reggimento del Falconiere (cacciatori), il Reggimento di Cavalleria e la Compagnia dei Bombardieri.

### Fondazione
L'Associazione dei Cavalieri Italiani del Sovrano Militare Ordine di Malta viene fondata il 29 gennaio del 1877 con lo scopo istituzionale di supporto e sostegno sanitario all'allora Regio Esercito sia in tempo di guerra che di pace.
In oltre 147 anni di servizio l'Associazione ha concorso nel fronteggiare numerose emergenze sia in Italia che all'estero, fra le più datate si annovera il terremoto Calabro-Siculo del 1908 e quello della Marsica del 1915.
In particolare, il tempestivo e massiccio intervento a Messina con una baracca-ospedale e due treni ospedale valse al Corpo il riconoscimento dello status militare.
Fu infatti con circolare n. 156 del Giornale militare ufficiale del 9 aprile 1909, per disposizione di re Vittorio Emanuele III, che diventò un corpo speciale ausiliario del Regio Esercito Italiano e adottò l'uniforme grigioverde e le stellette.

### Nelle guerre mondiali
È stato impegnato in tutti i conflitti: nella guerra italo-turca (1911-1912) al Corpo venne assegnata la Regia nave ospedale Regina Margherita, che effettuò sette traversate tra Napoli e la Libia rimpatriando 1.162 feriti e malati. Mobilitato per la prima guerra mondiale (1914-1918), operò con otto posti di soccorso al fronte, un ospedale da campo, un ospedale territoriale a Roma e quattro treni ospedale che trasportarono 448.000 infermi percorrendo 560.000 km. A testimonianza dell'abnegazione dei suoi uomini, oltre alle onorificenze e ad un encomio dello stesso generale Diaz, il 23 ottobre 1921 venne concesso al Corpo l'uso di un labaro di modello analogo a quello stabilito per il Corpo sanitario del Regio Esercito (regio decreto 23 ottobre 1921, n. 1418).

Picchetto di militari del Corpo negli anni venti

Venti anni dopo, allo scoppio del secondo conflitto mondiale (1940-1945) vide il Corpo impegnato su numerosi fronti, in primis nella campagna italiana di Russia, ma anche in Albania, Croazia e Francia dove furono schierati tre moderni treni ospedale e numerosi ospedali da campo. In Patria, al fianco del Corpo delle infermiere volontarie dell'ACISMOM istituito nel 1940 e costituito da una direttrice e 40 infermiere, dame dell'Ordine, furono attrezzati due grandi ospedali territoriali a Roma e Napoli e sette posti di soccorso durante i bombardamenti.
I militari del Corpo seguirono quindi fino alla fine il destino delle armi italiane: molti ufficiali, sottufficiali e soldati del Corpo caddero sotto i bombardamenti aerei e i tiri d'artiglieria, alcuni vennero fatti prigionieri e condotti nei campi di concentramento in Germania, altri morirono per malattia contratta sui treni o nei posti di soccorso. Al termine della guerra iniziò l'attività di ricovero e cura dei reduci della prigionia. Per questa esigenza vennero allestiti 18 ospedali territoriali con la disponibilità complessiva di 5.485 posti letto, che resteranno in funzione fino al 1961.

### Dal dopoguerra
In conseguenza delle clausole sugli armamenti contenute nel Trattato di pace firmato a Parigi il 10 febbraio 1947, l'Aeronautica Militare cedette al Corpo 39 aerei Savoia-Marchetti S.M.82, che volarono così con le insegne dell'Ordine di Malta in numerosi interventi di emergenza.
Dagli anni '60 il Corpo si è distinto nelle numerose emergenze a carattere umanitario, anche in missioni all'estero, quali il terremoto di Agadir in Marocco (1960), il terremoto a Tuscania (1971), in terremoto in Friuli (1976), l'alluvione nel Polesine (1976), i terremoti in Irpinia e Basilicata (1980), in Umbria e Marche (1997), in Molise e Puglia (2002), in Abruzzo (2009), e in missioni di peacekeeping di Albania (1999) e Kosovo (2005 e 2014), la consegna di aiuti umanitari in Ucraina (2024).
Nel 1991, il Corpo militare dell'Ordine di Malta, ha partecipato alle attività di mantenimento della pace nei territori della ex-Jugoslavia.
In riconoscimento dei meriti acquisiti in guerra ed in pace, il presidente della Repubblica Carlo Azeglio Ciampi ha concesso al Corpo la bandiera di guerra con Legge 2 agosto 1999, n. 276.

## Ordinamento e compiti

Treno ospedale del Corpo in Russia.

Con il Codice dell'ordinamento militare emanato con il Decreto legislativo n. 66 del 2010 al Titolo V, sono disciplinati i rapporti tra il Corpo e i servizi sanitari dello Stato,.
Fermo restando il compito istituzionale di assistere l'Esercito in guerra, il Corpo militare può intervenire anche nei casi di pubbliche calamità o altre esigenze militari di carattere eccezionale.
Dispone di attrezzature e mezzi all'avanguardia, nonché di un treno ospedale con tutte le apparecchiature diagnostiche di un moderno ospedale, una carrozza chirurgica, comprensiva di reparto anestesia e rianimazione, una carrozza day-hospital, una carrozza polivalente (conferenze, refettorio e cappella), una carrozza cucina e magazzino, una carrozza con generatore di corrente che rende il convoglio completamente autonomo.
Il Corpo dispone inoltre di autocolonne sanitarie composte da automezzi da ricognizione, autocarri medi, shelter e ambulanze per il trasporto di feriti e malati. All'interno di ogni shelter figura un ambulatorio di circostanza: chirurgia d'urgenza, ortopedia, cardiologia, pediatria, ginecologia, otorinolaringoiatria e oculistica.
Accanto a questi compiti operativi, il Corpo, in quanto "forza armata" dell'Ordine di Malta, svolge per quest'ultimo anche servizi istituzionali: per esempio garantisce picchetti per la Guardia d'onore in occasione di visite ufficiali di capi di Stato presso Villa Malta sull'Aventino, nelle cerimonie più importanti dell'Ordine ed ai funerali dei Gran Maestri.

Personale di un treno ospedale del Corpo a Karcow.

## Personale
L'organico del Corpo militare è costituito principalmente da personale volontario in congedo, da richiamare all'esigenza. I volontari ammontano a circa 600 unità e sono distinti in vari ruoli (Personale Direttivo composto da ufficiali Medici, Commissari, Ingegneri e Personale di Assistenza composto da sottufficiali).
Il personale sanitario è costituito da ufficiali medici e farmacisti, sottufficiali infermieri e studenti delle facoltà di Medicina e di Farmacia arruolati come sottufficiali o graduati di truppa. Il sostegno logistico viene assicurato invece dagli ufficiali commissari. Sottufficiali e truppa infine svolgono tutti i ruoli di sostegno all'attività dei reparti (autieri, logistici, soccorritori ecc.). L'assistenza spirituale è demandata agli ufficiali cappellani del Corpo.
Il personale volontario è distinto nel ruolo speciale e ruolo normale. Al primo appartengono tutti i volontari che hanno ancora obblighi verso l'Esercito Italiano, al secondo appartengono o transitano coloro che non hanno più tali obblighi.
Il personale volontario, una volta prestato giuramento di fedeltà alla Repubblica Italiana, viene richiamato in servizio con apposito precetto per esigenze di esercitazione, aggiornamento, emergenze e guerra. All'atto del richiamo in servizio i volontari acquisiscono lo status militare e sono soggetti al regolamento di disciplina e ai codici militari di pace e di guerra. Quando prestano servizio assumono inoltre la qualifica di pubblico ufficiale.
Vi è anche un'aliquota di militari in servizio permanente effettivo, istituita come nucleo permanente di mobilitazione composta da ufficiali, sottufficiali e truppa amministrati dal Ministero della difesa con lo stesso trattamento economico dei pari grado dell'Esercito.

## Organizzazione
Precedentemente il Corpo Militare dell'Ordine di Malta era organizzato in:
- Comando Generale:
  - 1º Reparto "Italia Settentrionale", con competenza nelle regioni Valle d'Aosta, Piemonte, Liguria, Lombardia, Trentino-Alto Adige, Veneto, Friuli-Venezia Giulia, Emilia-Romagna, con sede a Milano;
  - 2º Reparto "Italia Centrale", con competenza nelle regioni Toscana, Umbria, Lazio, Sardegna, con sede a Roma;
  - 3º Reparto "Italia Meridionale", con competenza nelle regioni Molise, Campania, Puglia, Basilicata, con sede a Napoli;
  - 4º Reparto Operativo di Emergenza, con competenza nelle regioni Abruzzo, Marche, con sede a L'Aquila;
  - Unità Territoriale "Calabria", con competenza nella regione Calabria;
  - Unità Territoriale "Sicilia", con competenza nella regione Sicilia;
  - Unità Operativa di Prevenzione dal Rischio "Chimico Biologico Radiologico Nucleare" (C.B.R.N.).

Attualmente, dopo una riorganizzazione, il Corpo Militare dell'Ordine di Malta è così strutturato:

### Centrale
Il Comando Generale del Corpo si trova a Roma, presso la Caserma "Artale" alla Cecchignola a Roma, con 19 unità in servizio permanente effettivo, ed è preposto un generale di brigata, con la qualifica di "Direttore capo del personale militare", il Gen.B. Tommaso Gargallo di Castel Lentini.

### Territoriale
In periferia vi sono 10 "Unità Territoriali" dislocate nel territorio nazionale, che possono avere configurazione regionale o pluriregionale, quindi, il "Reparto Comando" e Reparti minori (Servizi, Sezioni, Nuclei, Squadre) che inglobano alcune delle professionalità particolari:
- Reparto Comando, con competenza nelle regioni Lazio, Sardegna e nella Provincia dell'Aquila della regione Abruzzo;
- Unità Territoriale "Primo", con competenza nelle regioni Valle d'Aosta, Piemonte, Liguria, Lombardia, con sede nella Caserma "Annibaldi", Ospedale Militare di Milano, comandata dal Col. Renato Paolo Mazzon:
  - Servizio di Consulenza e Coordinamento Giuridico-Legale;
  - Servizio Medico-Psicologico, comandato dal Magg. Med. Luigi Benetti:
  - Sezione Operativa di Prevenzione dal Rischio "Chimico Biologico Radiologico Nucleare" (C.B.R.N.);
- Unità Territoriale "Emilia-Romagna", con competenza nella regione Emilia-Romagna, comandata dal Magg. Giuseppe Fabio Marcello Giudici;
- Unità Territoriale "Nord Est", con competenza nelle regioni Trentino-Alto Adige, Friuli-Venezia Giulia, Veneto, comandata dal cap. Comm. IGS. Alessandro Zorzi:
  - Servizio Navale, comandata dal Magg. Nicola Odoardo Falconi:
    - Unità Navale Idro-Ambulanza d'Altura "Alpha-Charlie" (CI3701)[7], con ormeggio a Malamocco-Venezia;
    - Unità Navale Idro-Ambulanza Costiera "Scirocco" (VE9527), comandata dal Magg. Nicola Odoardo Falconi;
- Unità Territoriale "Toscana", con competenza nella regione Toscana;
- Unità Territoriale "Umbria", con competenza nella regione Umbria, comandata dal  Ten. Col. Fabrizio Luciani;
- Unità Territoriale "Medio Adriatico", con competenza nelle regioni Marche, Molise, Abruzzo (esclusa la Provincia dell'Aquila), con sede presso Villa Ciccolini a Macerata, comandata dal Col. Marco Staccioli;
- Unità Territoriale "Campania", con competenza nella regione Campania;
- Unità Territoriale "Puglia", con competenza nella regione Puglia;
- Unità Territoriale "Basilicata"[8], con competenza nella regione Basilicata;
- Unità Territoriale "Calabria", con competenza nella regione Calabria, comandata dal Col. Med. Marco Scicchitano;
- Unità Territoriale "Sicilia", con competenza nella regione Sicilia, con sede presso la Caserma "E. Sommaruga" di Catania, comandata dal Cap. Farm. Christian Zasa.
- Unità campale, unita' di pronto impiego con sede presso la Caserma "Artale" in Roma, comandata dal Magg. Me. Giuseppe Di Sabatino.
- Sezione per la Formazione Sanitaria, Responsabile Magg. Med. Giuseppe Di Sabatino.
- Servizio Veterinario
- Nucleo Operativo Soccorsi Speciali (N.O.S.S.), con sede a Torino:
  - Squadra "Sistemi Aeromobili a Pilotaggio Remoto" (S.A.P.R.);
  - Squadra soccorsi speciali

## Uniformi
Le uniformi utilizzate sono le stesse dell'Esercito Italiano tuttavia il personale utilizza un bracciale sanitario internazionale differente da quelli ordinari.

### Distintivi

#### Patch da braccio identificative

##### Generiche

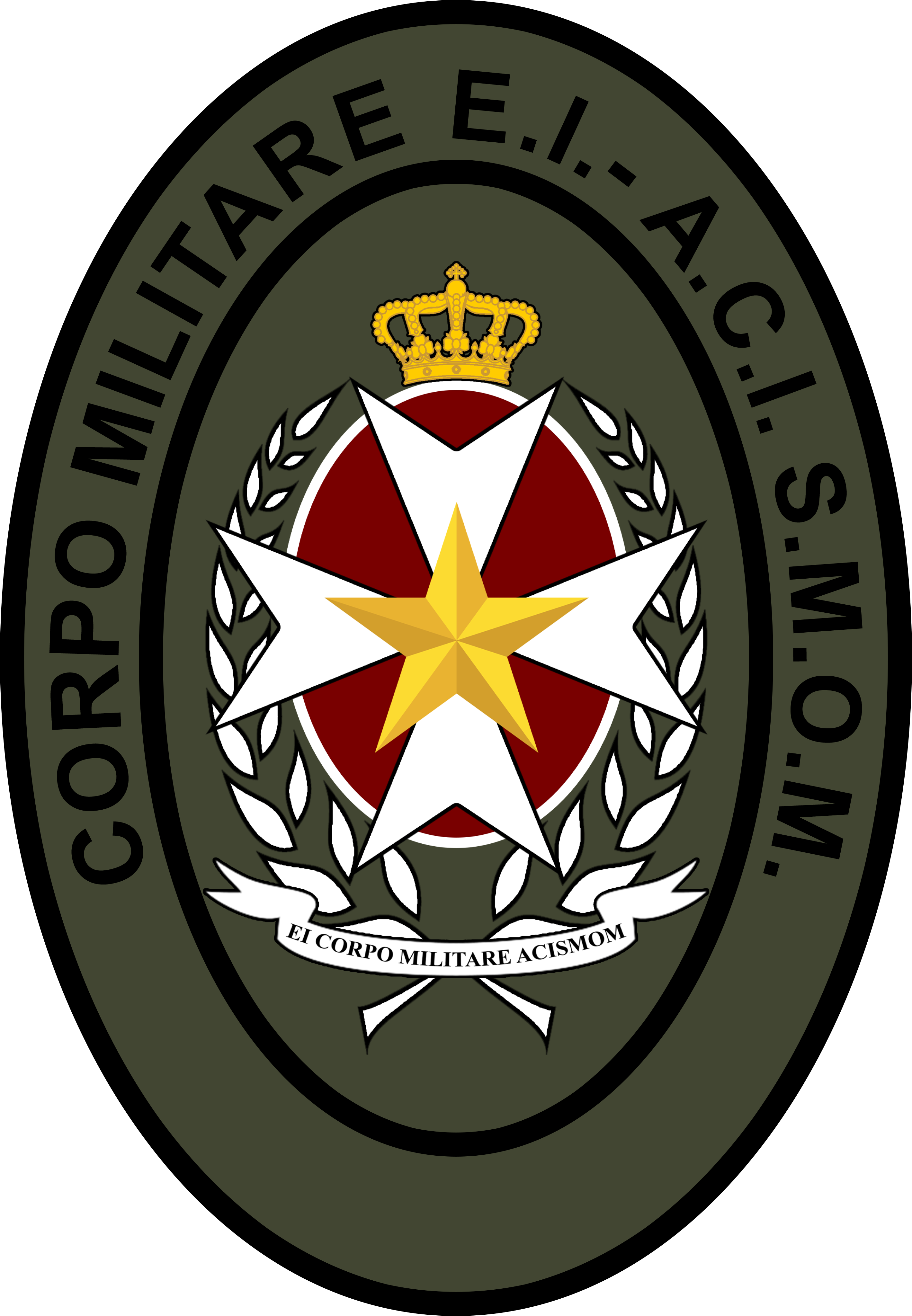
Patch identificativa nuovo modello
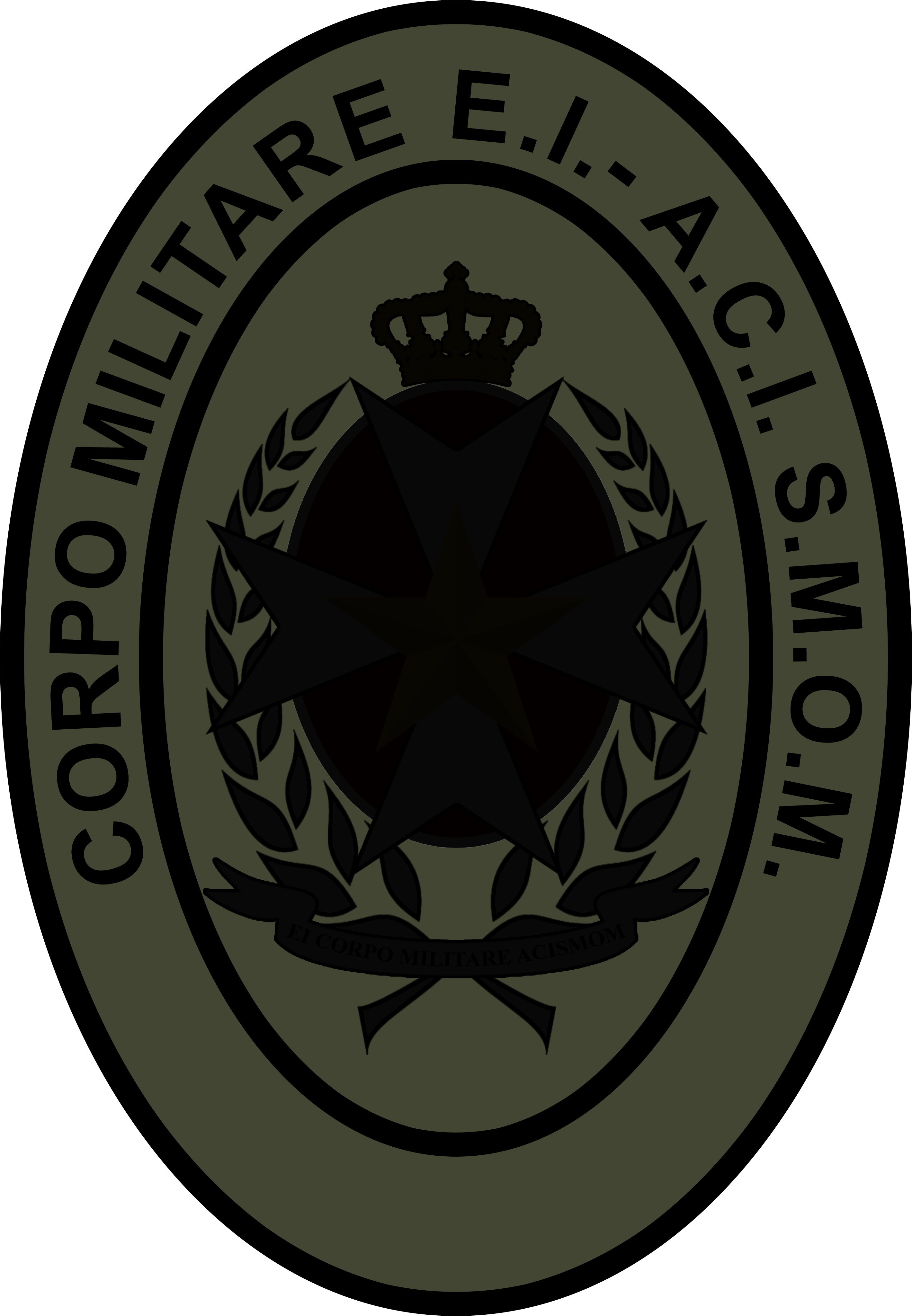
Patch identificativa nuovo modello a bassa visibilità (fuori ordinanza)
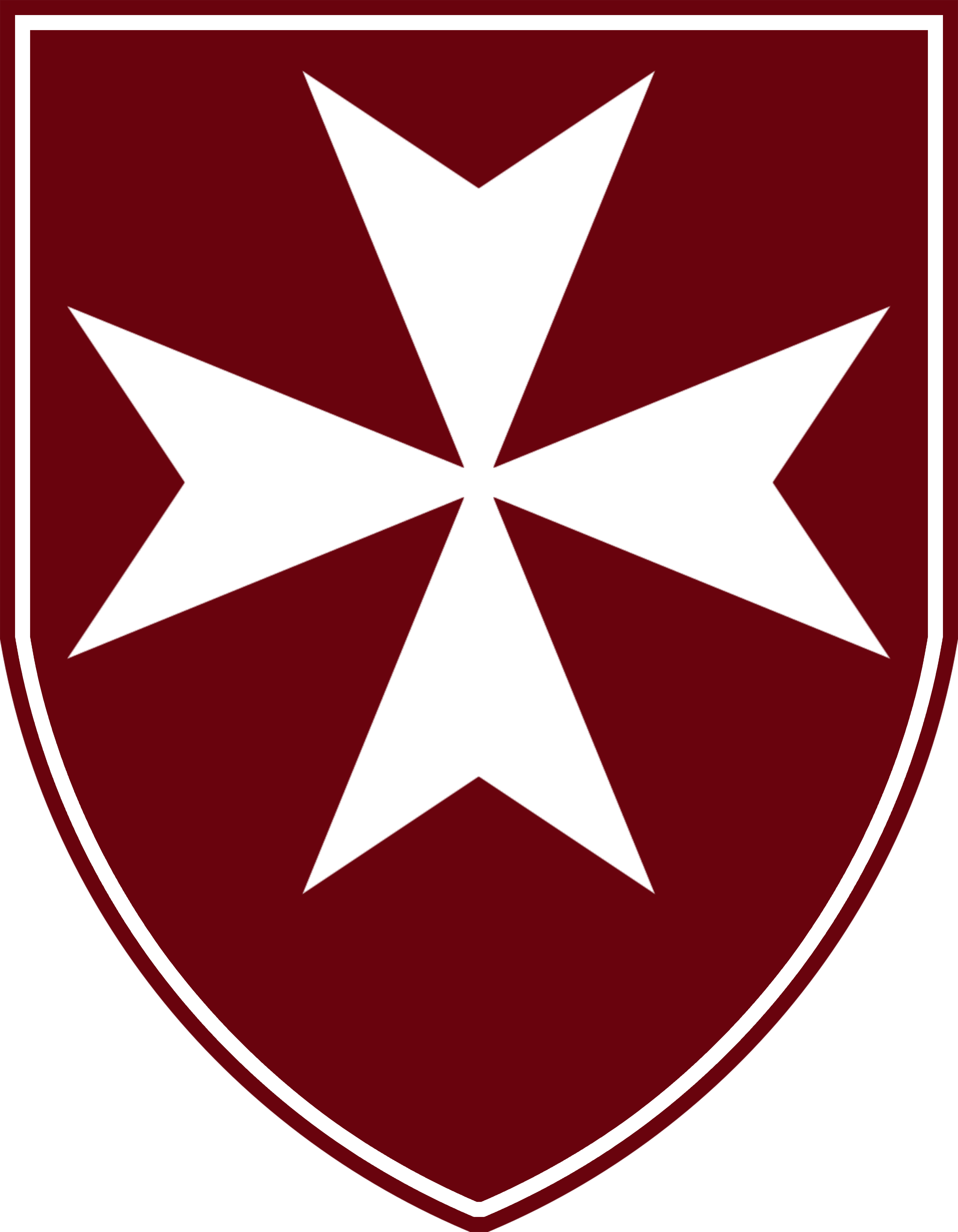
Patch identificativa
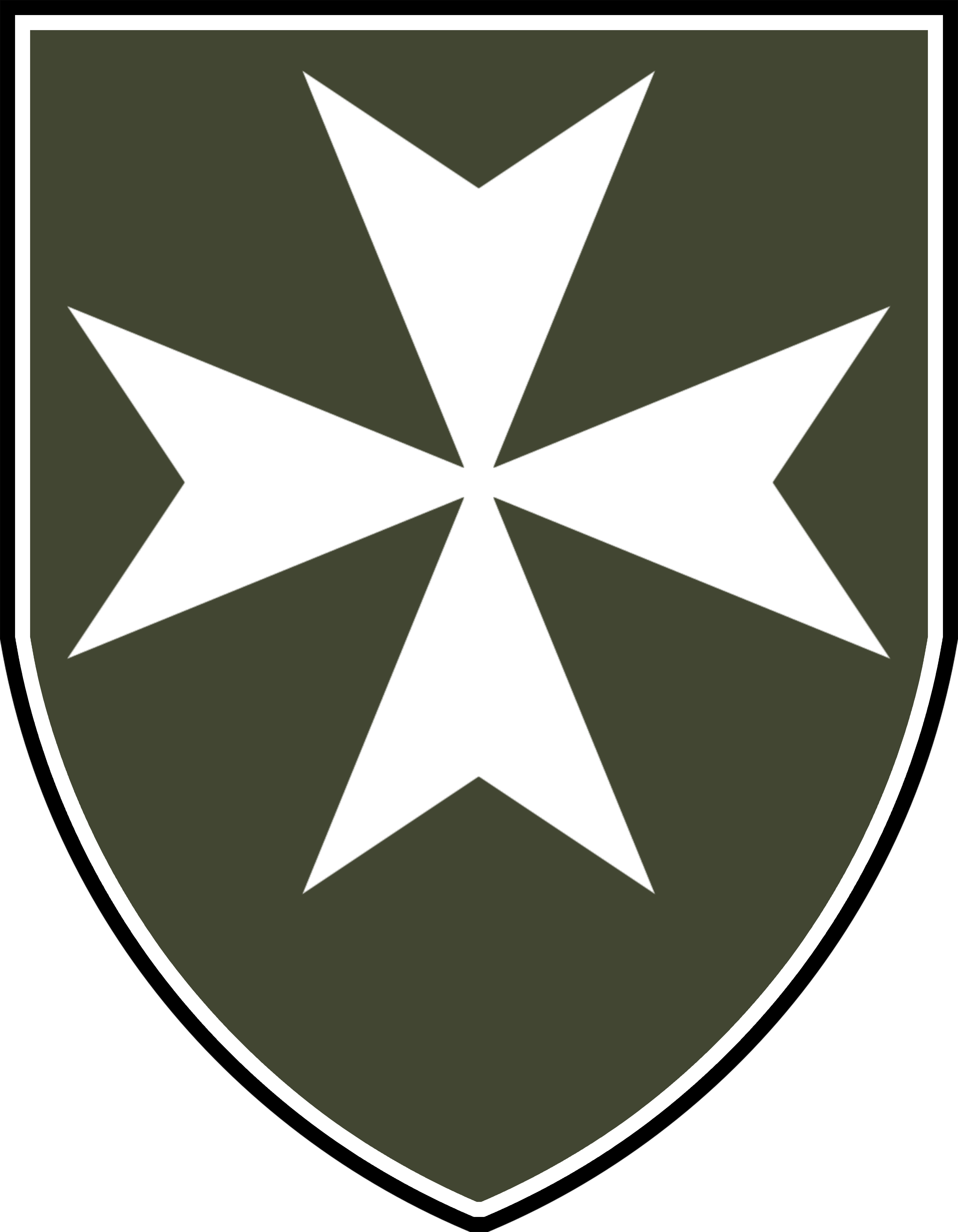
Patch identificativa a bassa visibilità (fuori ordinanza)

##### Reparto Comando

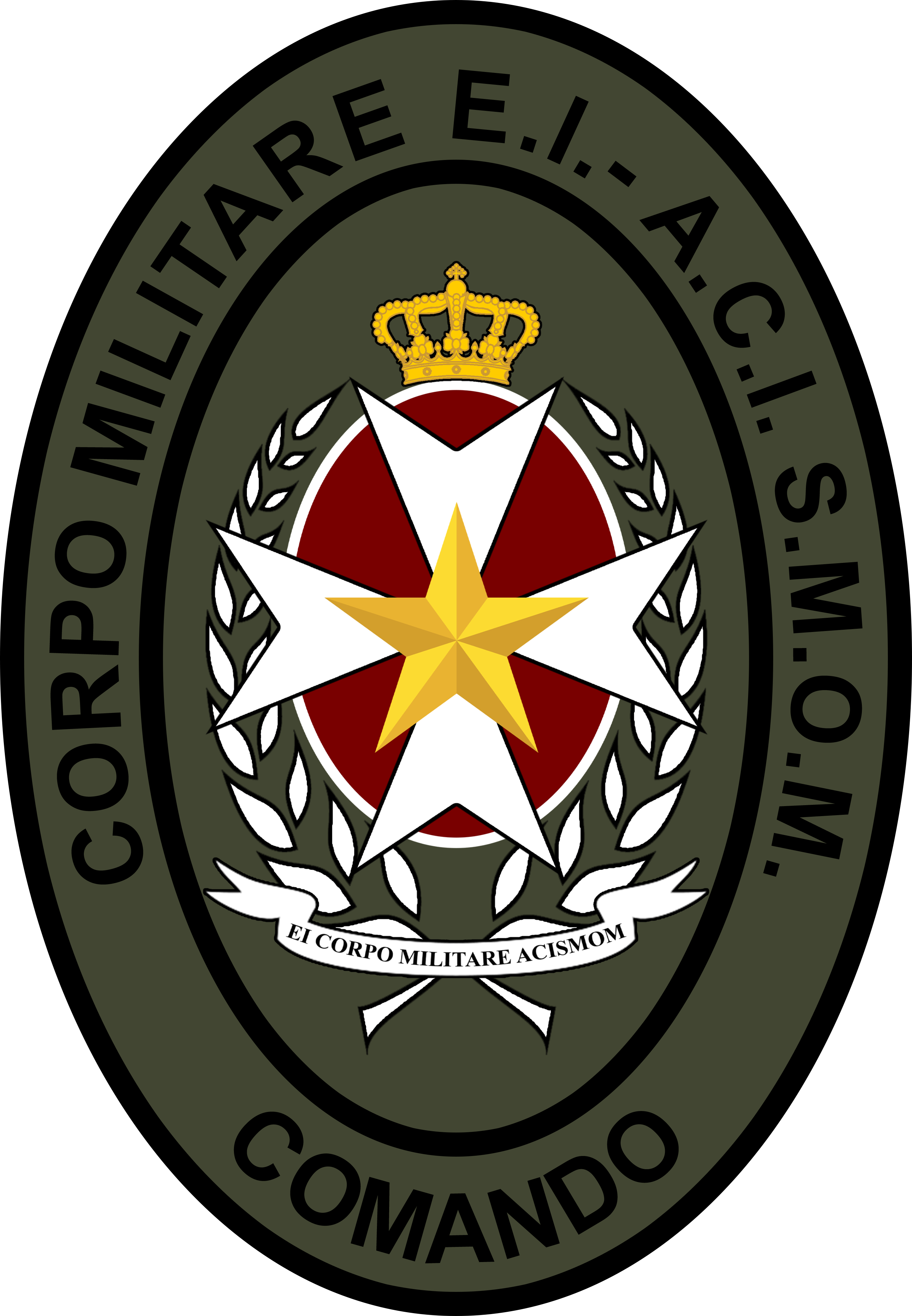
Patch identificativa del personale in servizio presso il Comando
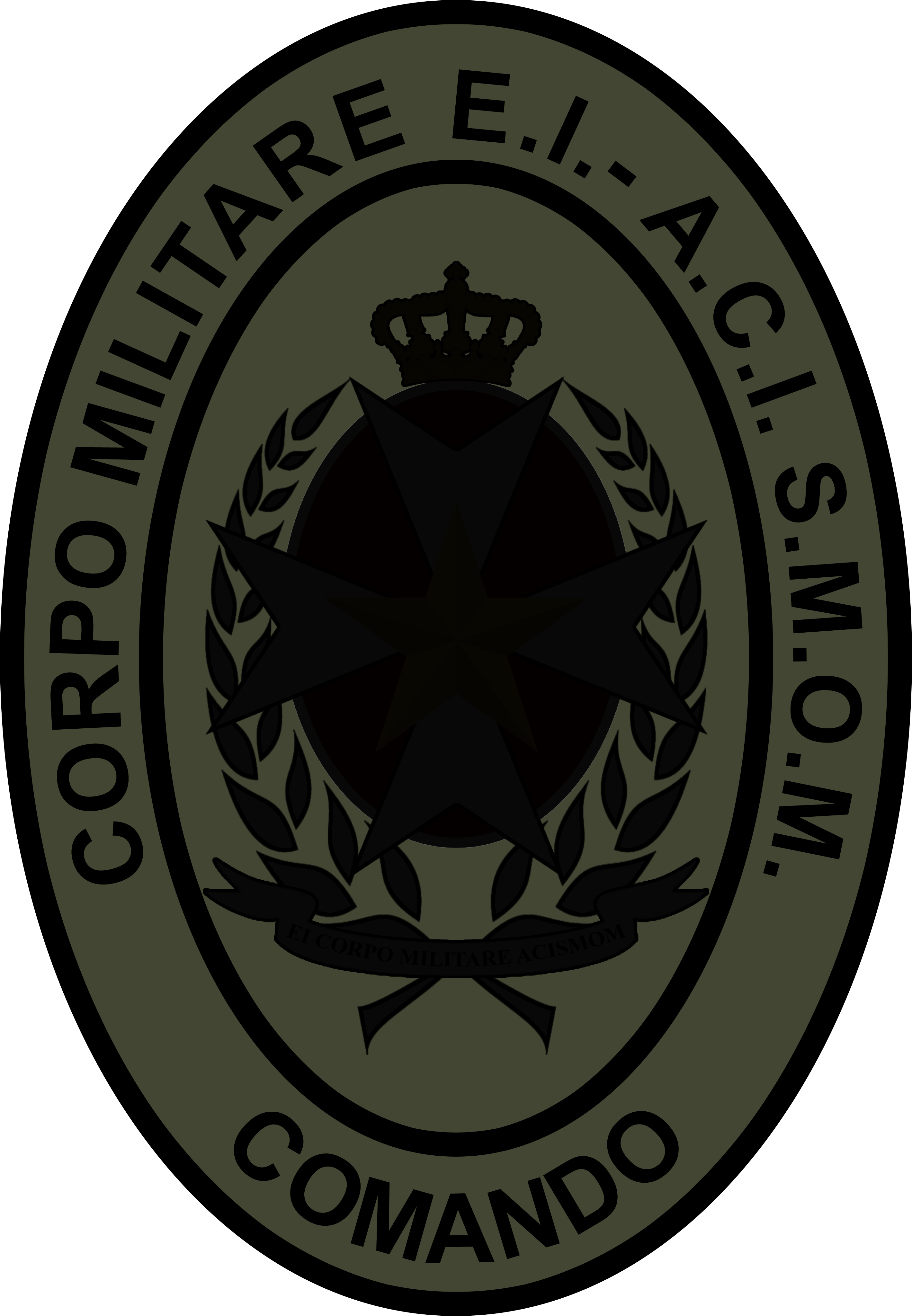
Patch identificativa a bassa visibilità del personale in servizio presso il Comando (fuori ordinanza)
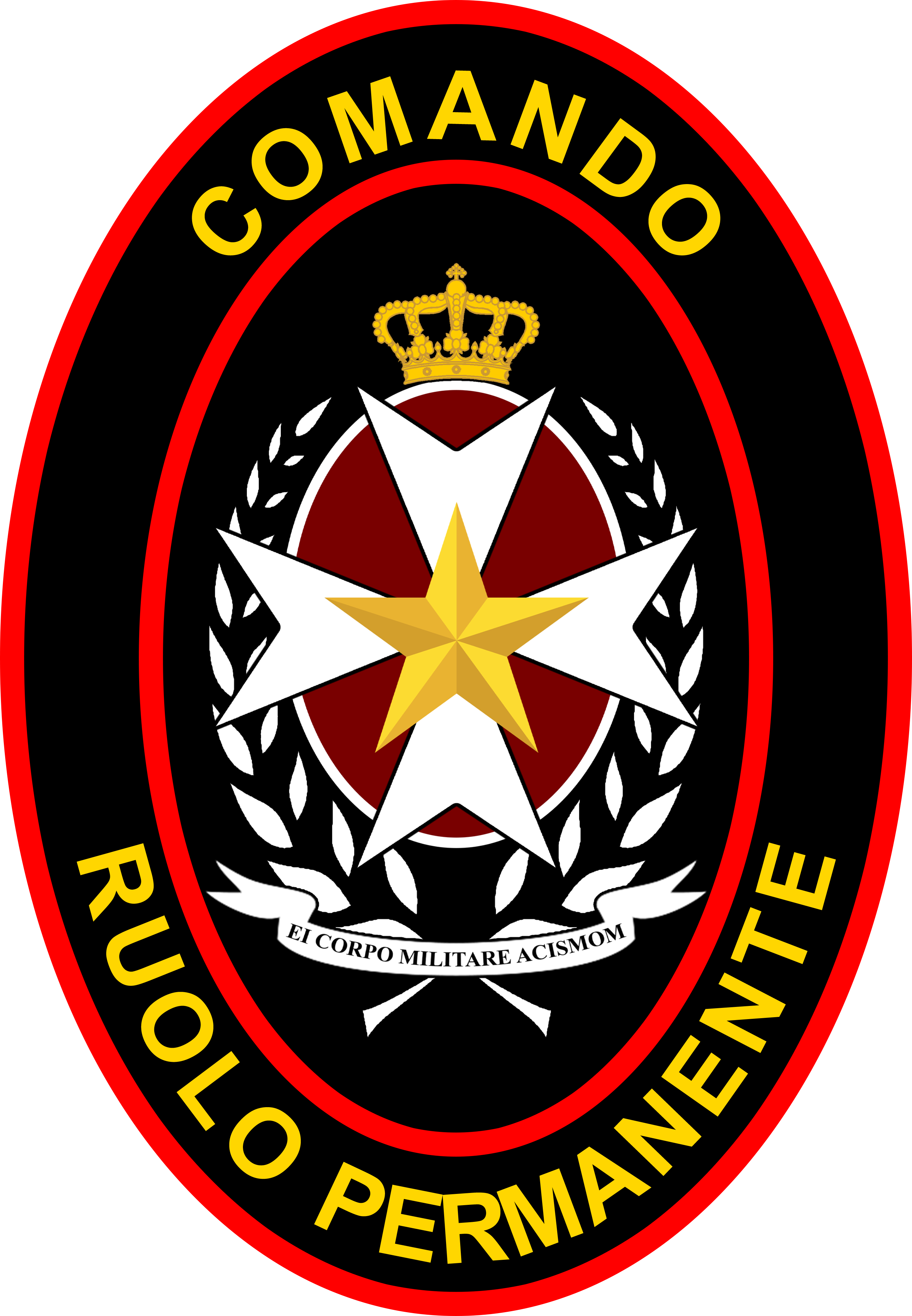
Patch identificativa del personale in servizio permanente presso il Comando
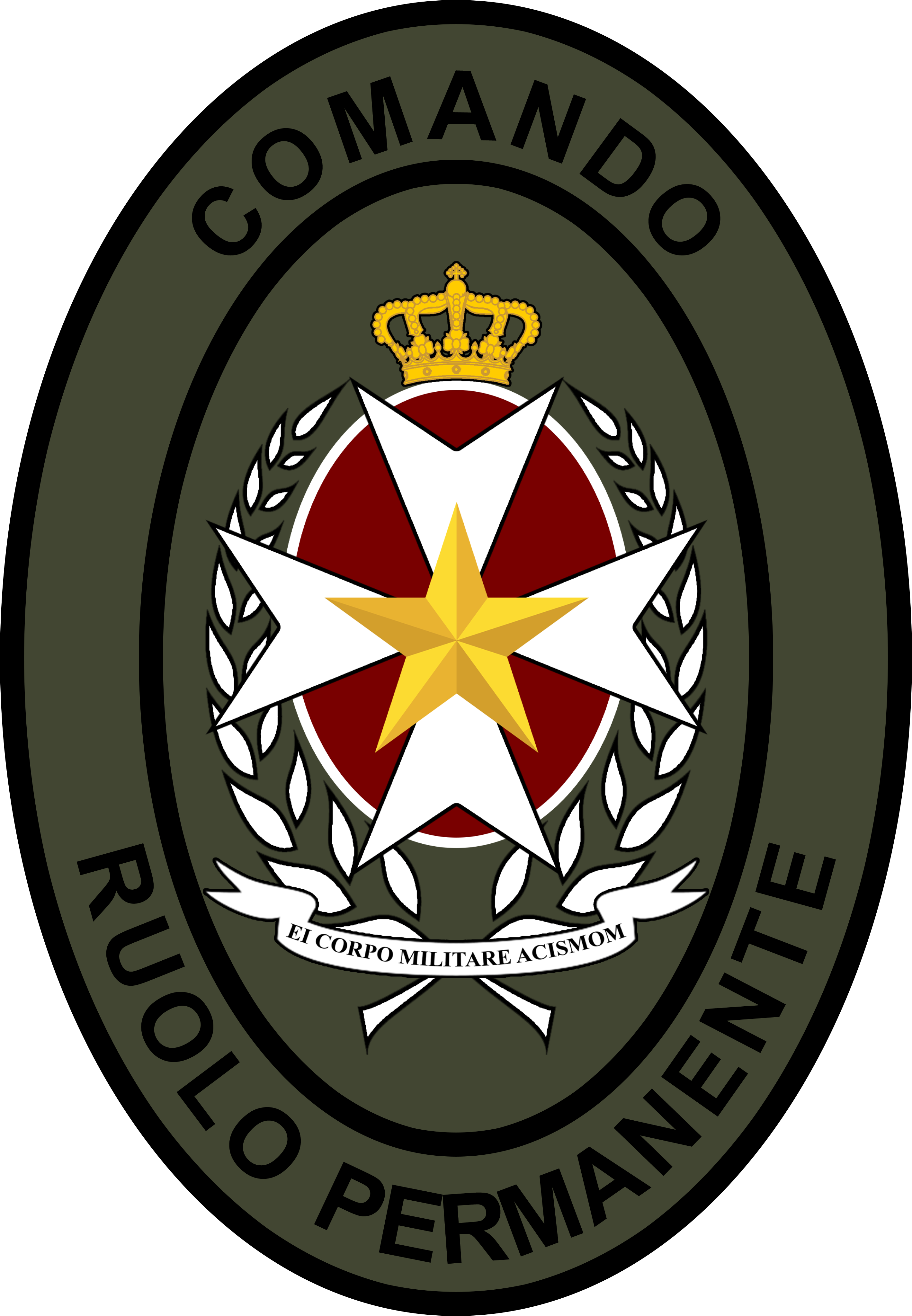
Variante della patch identificativa per personale in servizio permanente presso il Comando

##### Unità Speciali

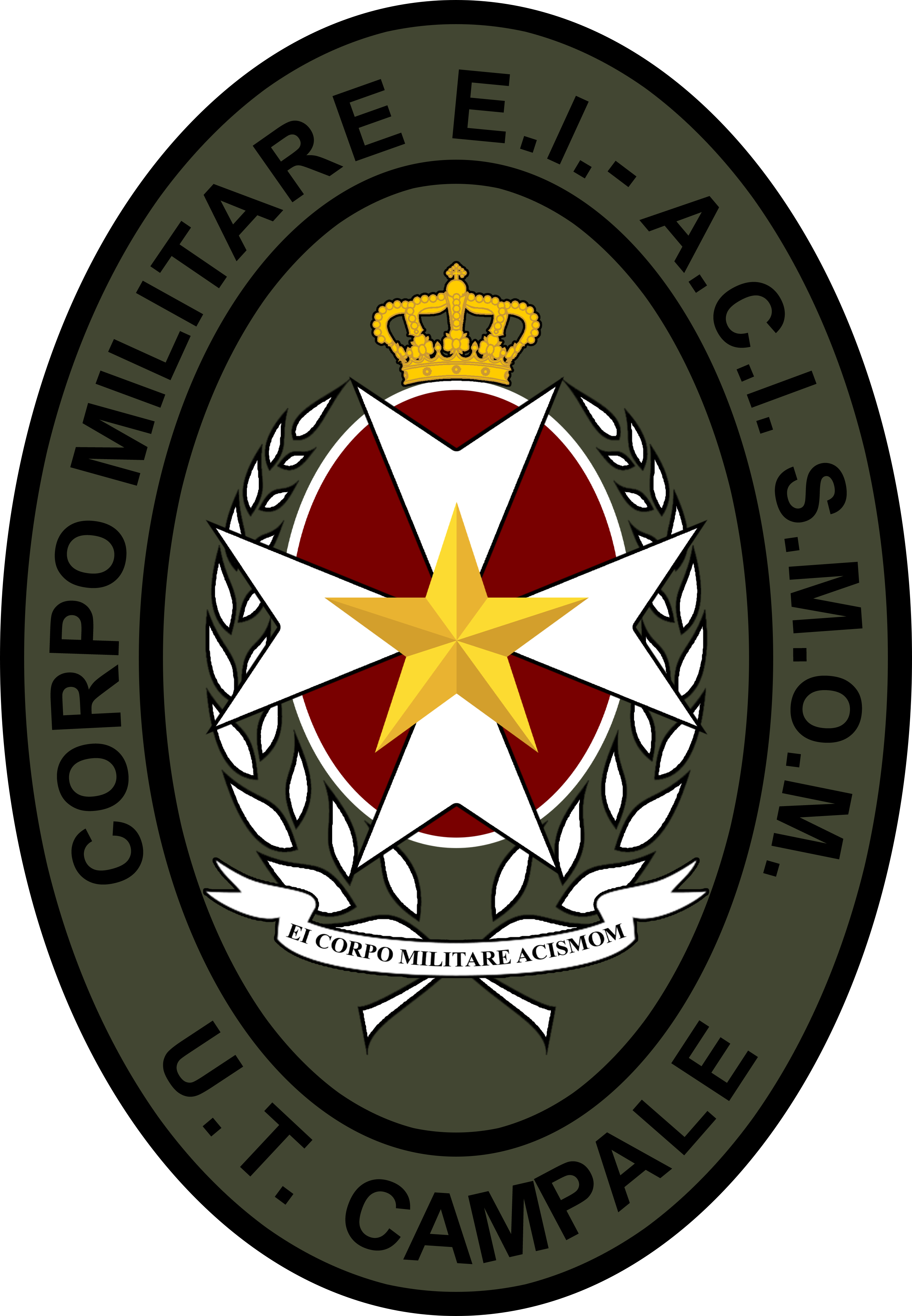
Patch identificativa del personale in servizio presso l'Unità Campale
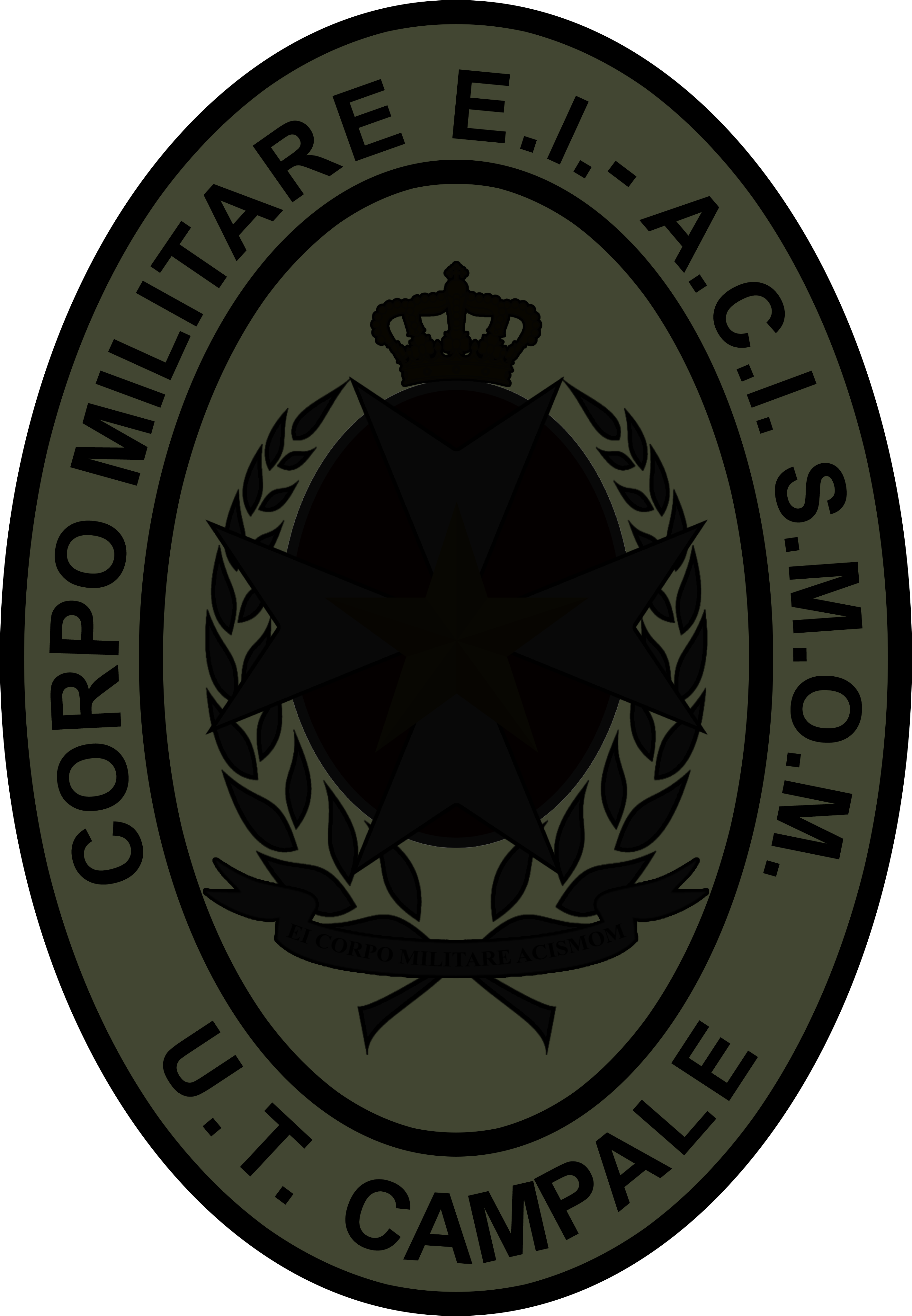
Patch identificativa a bassa visibilità del personale in servizio presso l'Unità Campale (fuori ordinanza)
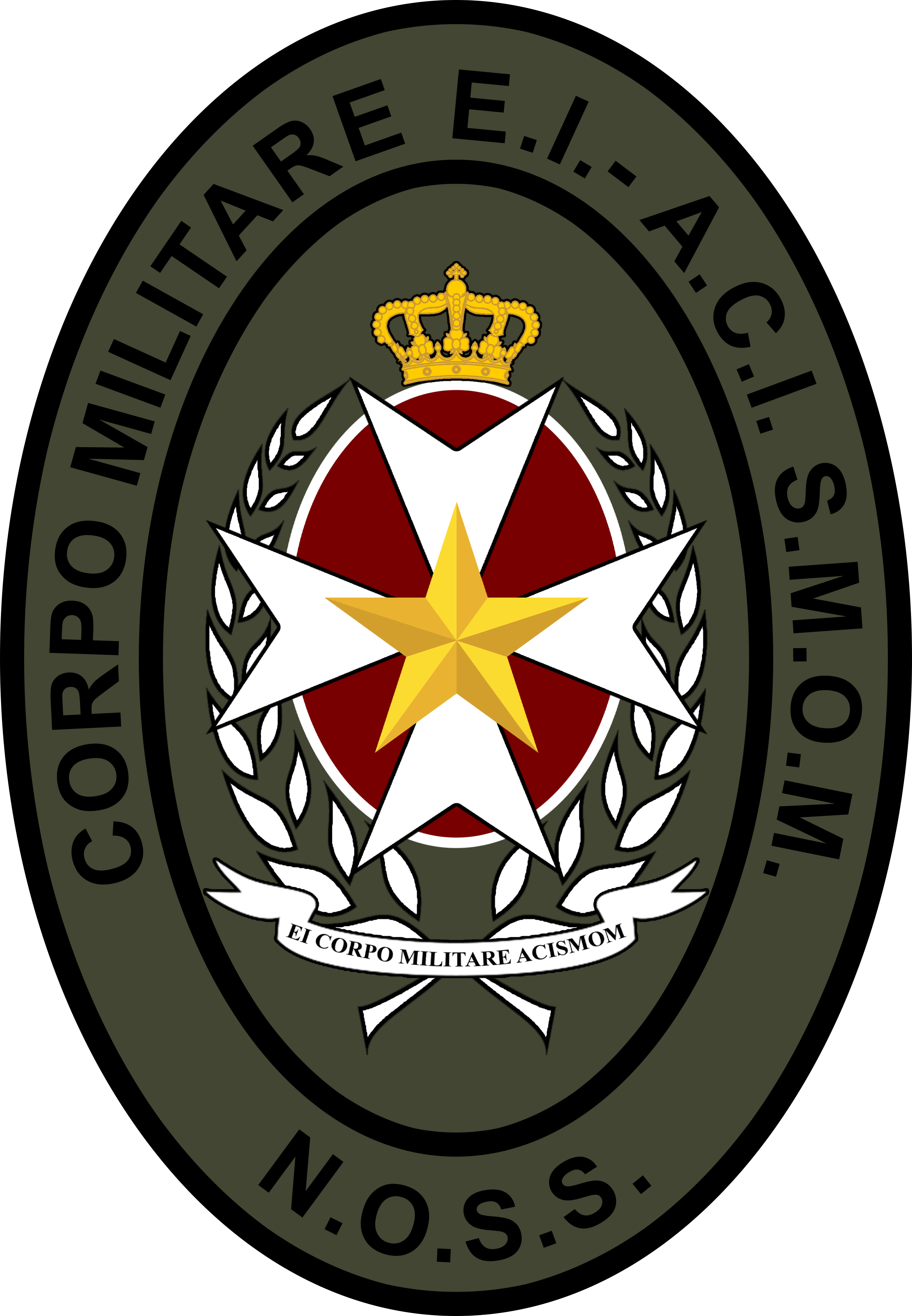
Patch identificativa del personale in servizio presso il Nucleo Operativo Soccorsi Speciali
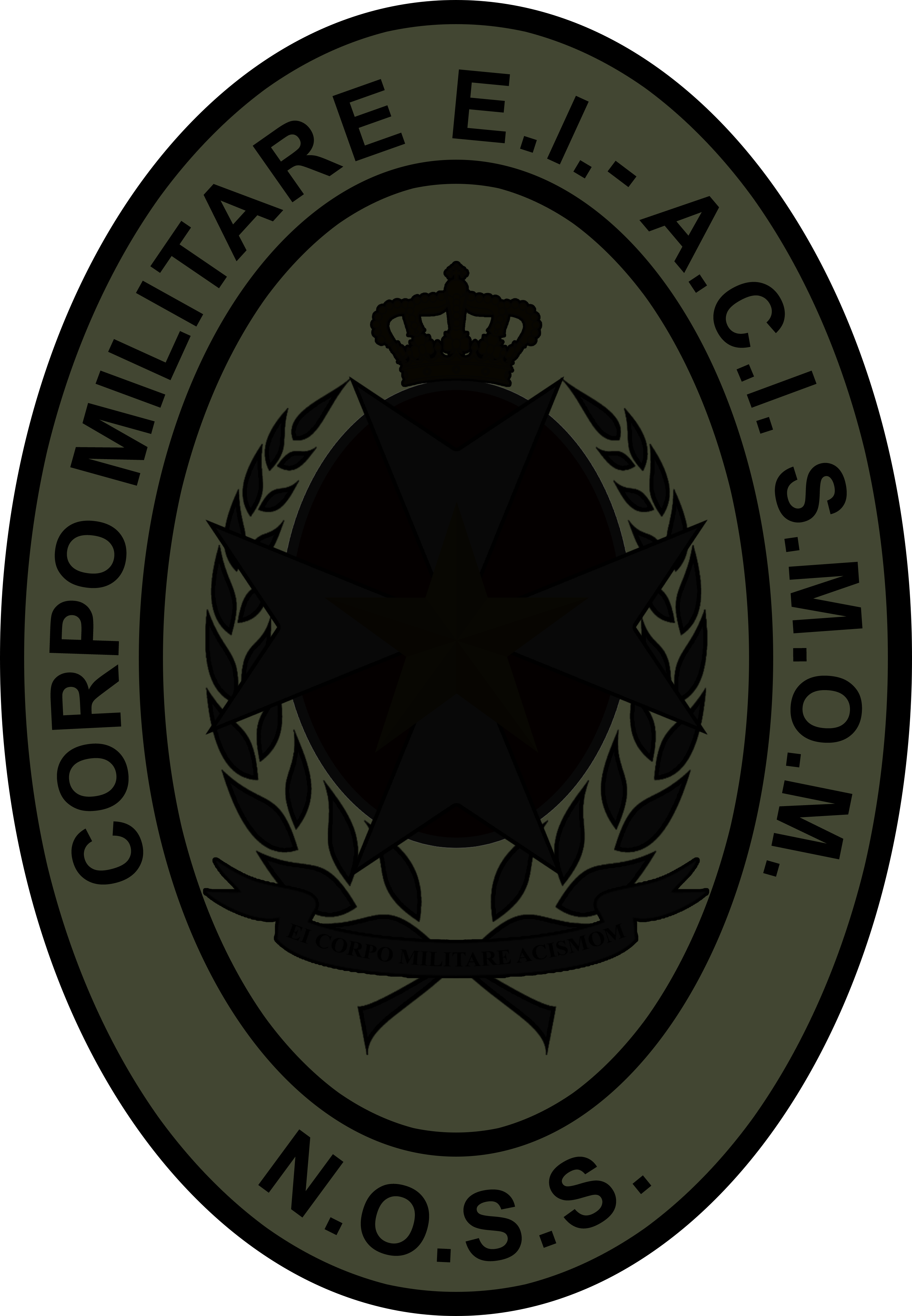
Patch identificativa a bassa visibilità del personale in servizio presso il Nucleo Operativo Soccorsi Speciali (fuori ordinanza)

##### Unità Territoriali

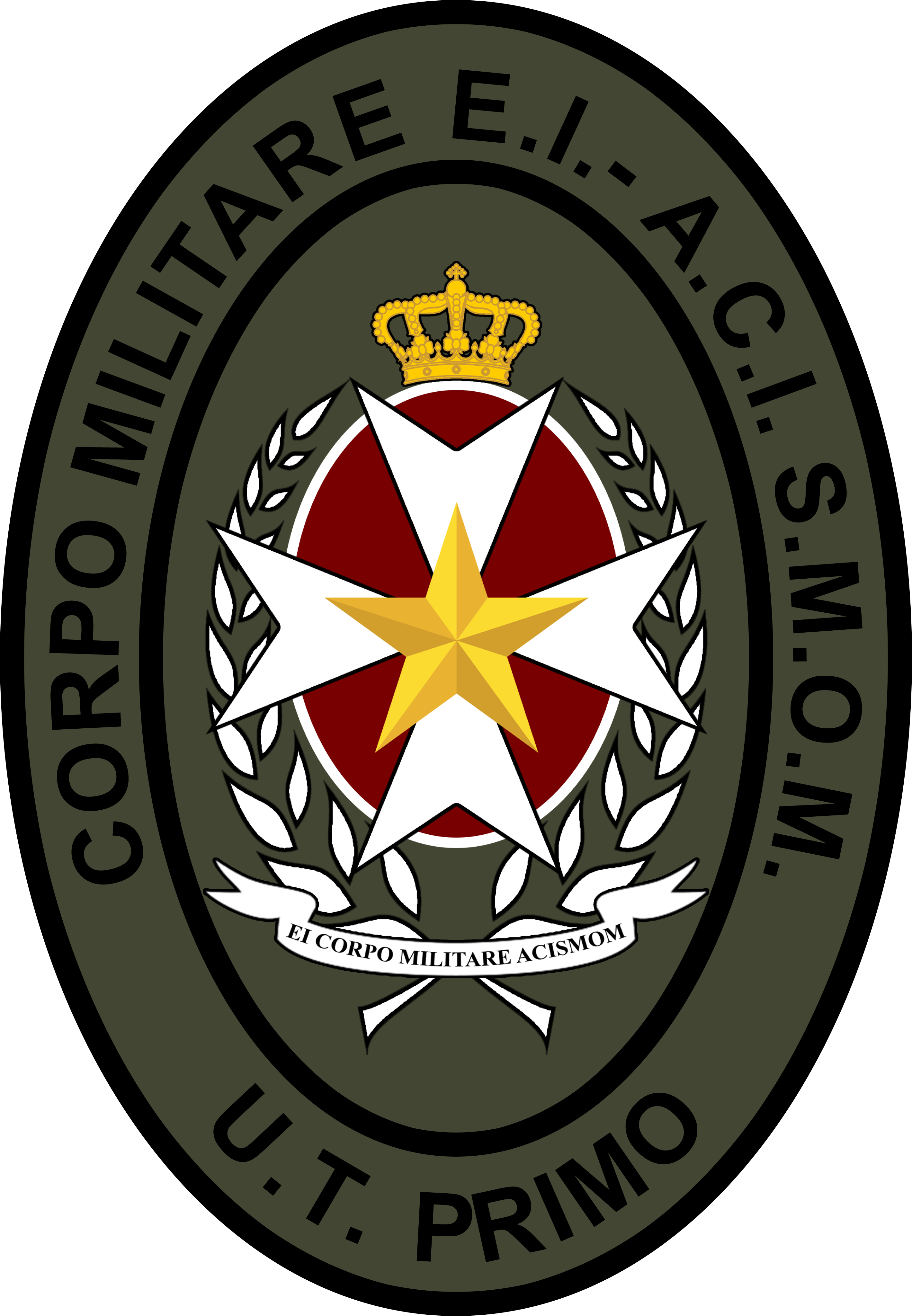
Patch identificativa del personale in servizio presso l'Unità Territoriale Primo
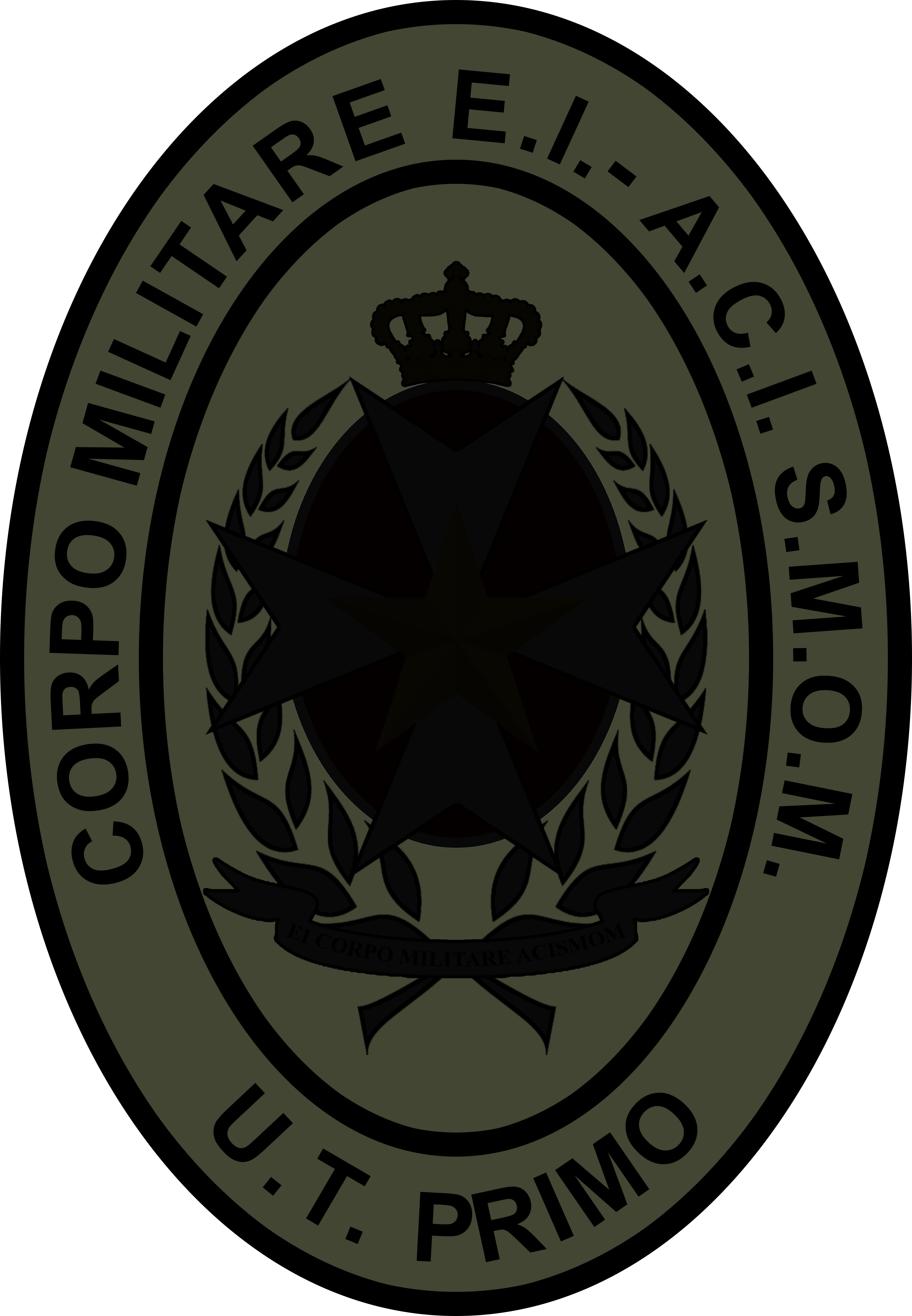
Patch identificativa a bassa visibilità del personale in servizio presso l'Unità Territoriale Primo (fuori ordinanza)
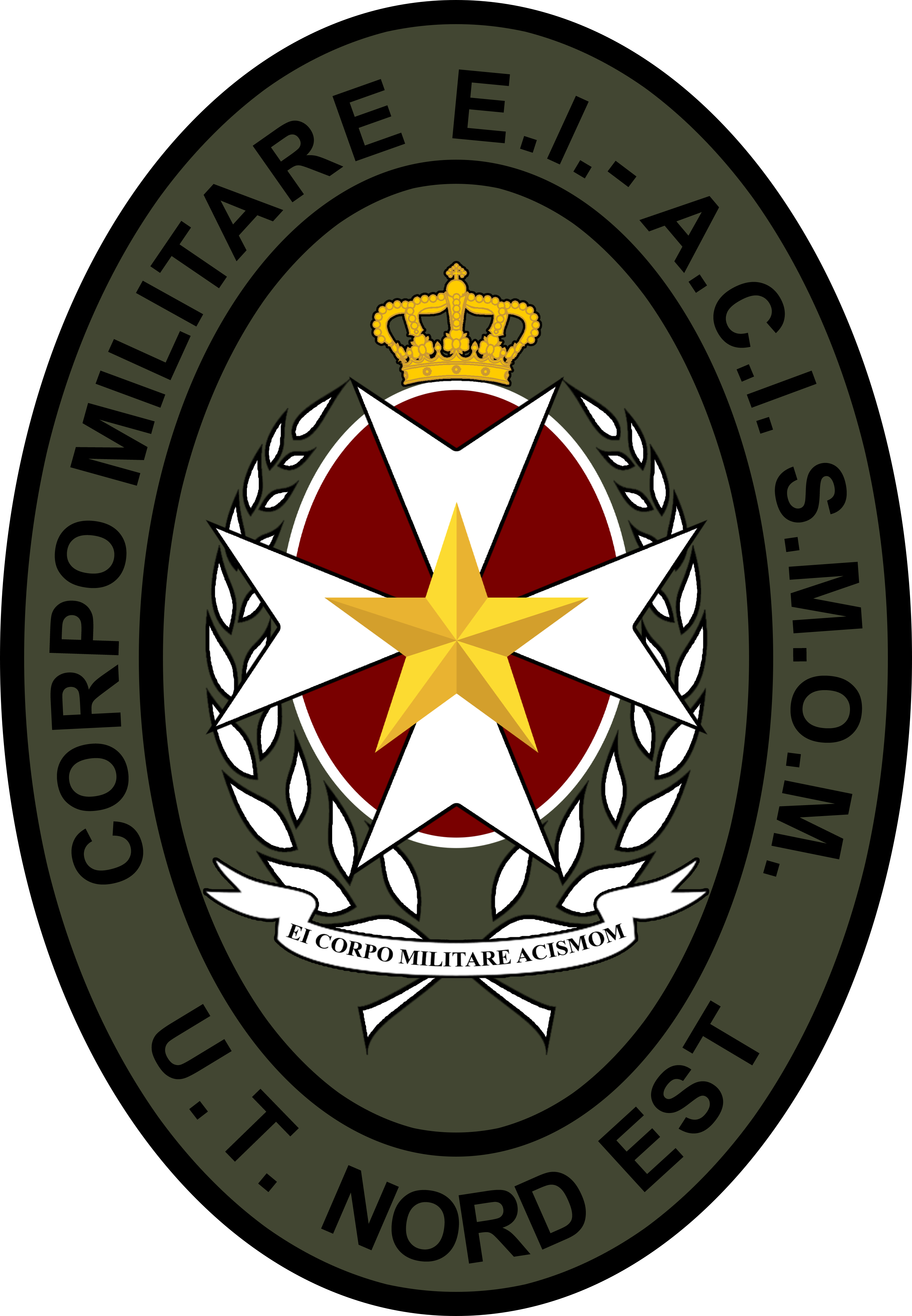
Patch identificativa del personale in servizio presso l'Unità Territoriale Nord Est
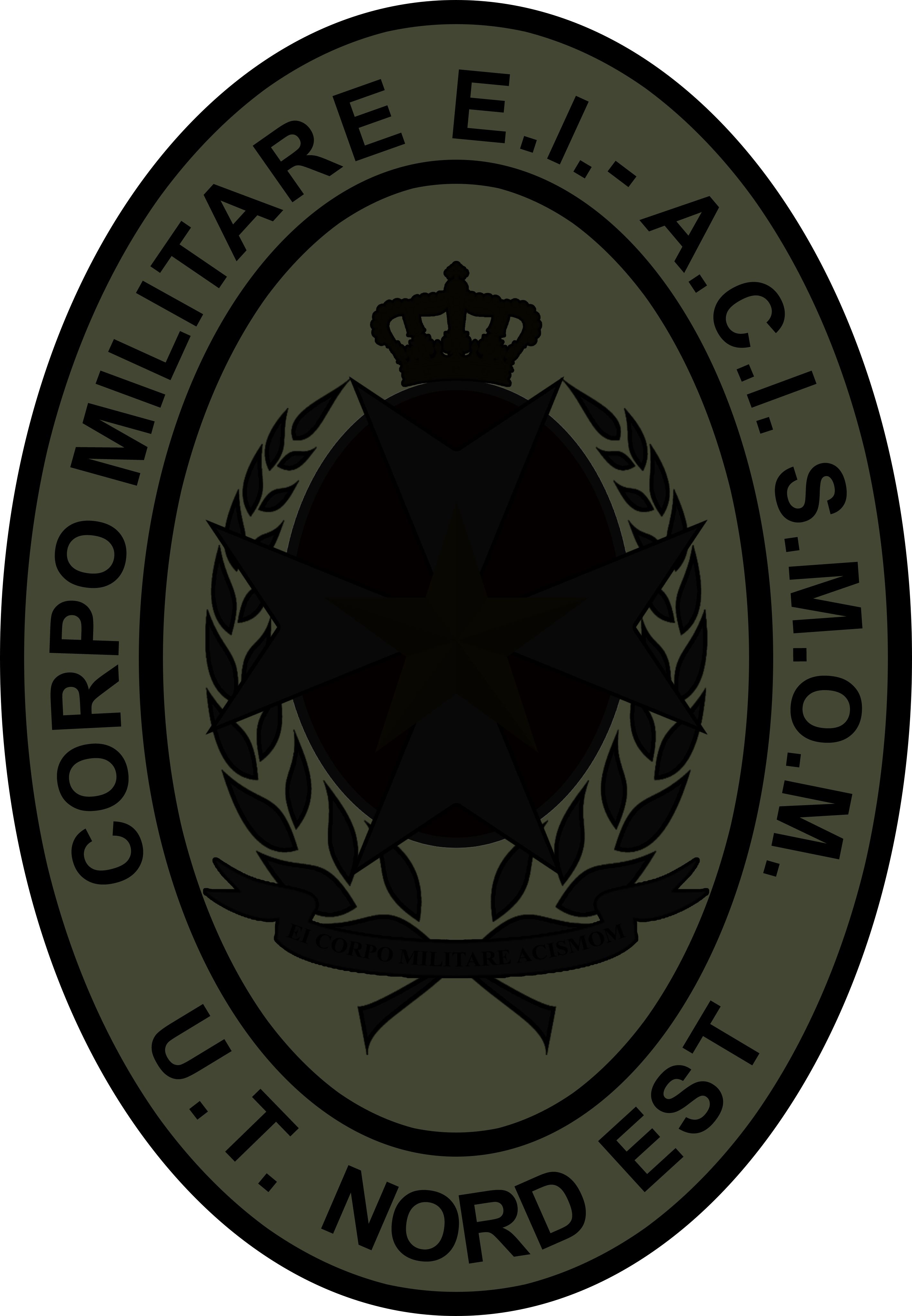
Patch identificativa a bassa visibilità del personale in servizio presso l'Unità Territoriale Nord Est (fuori ordinanza)
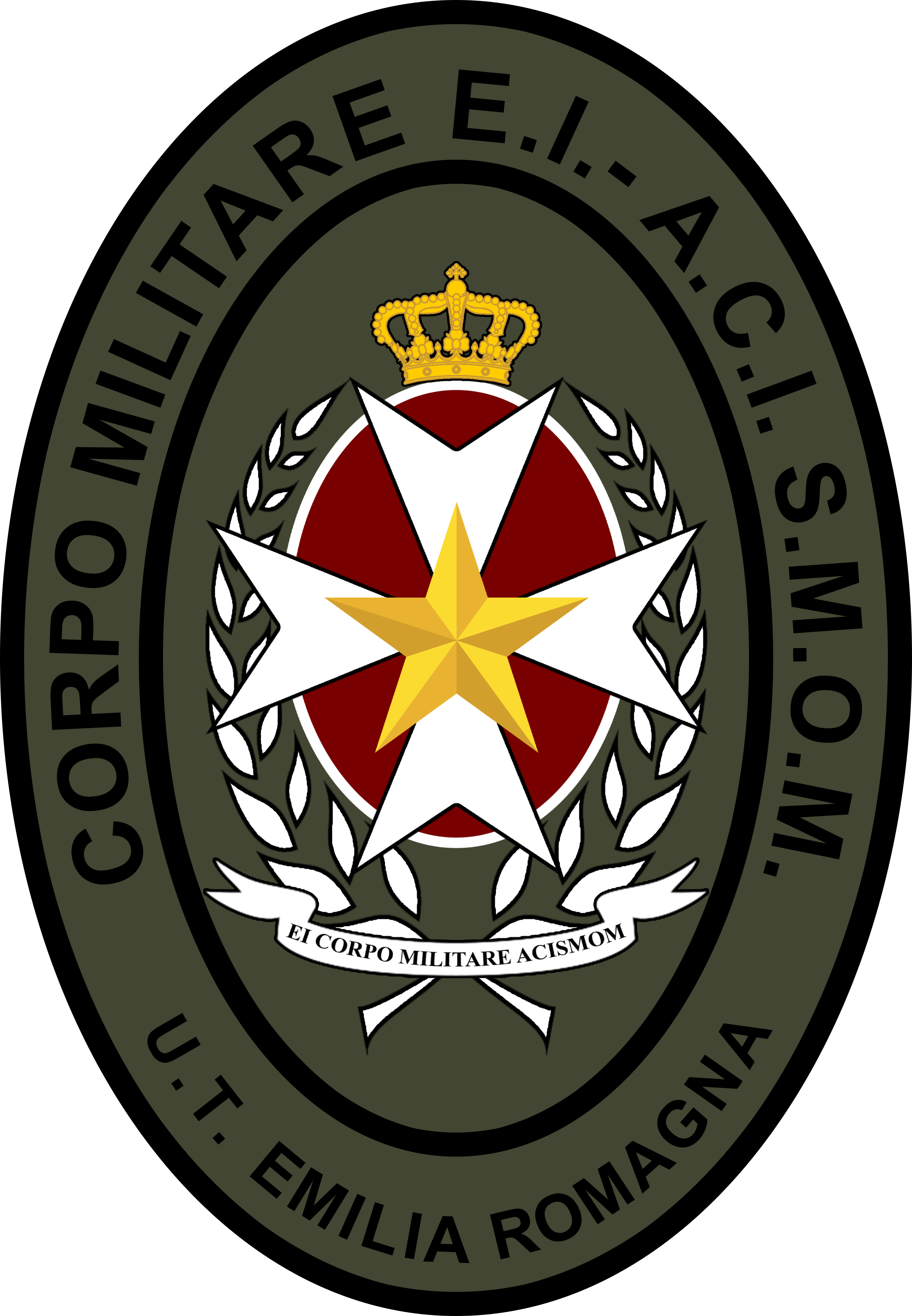
Patch identificativa del personale in servizio presso l'Unità Territoriale Emilia-Romagna
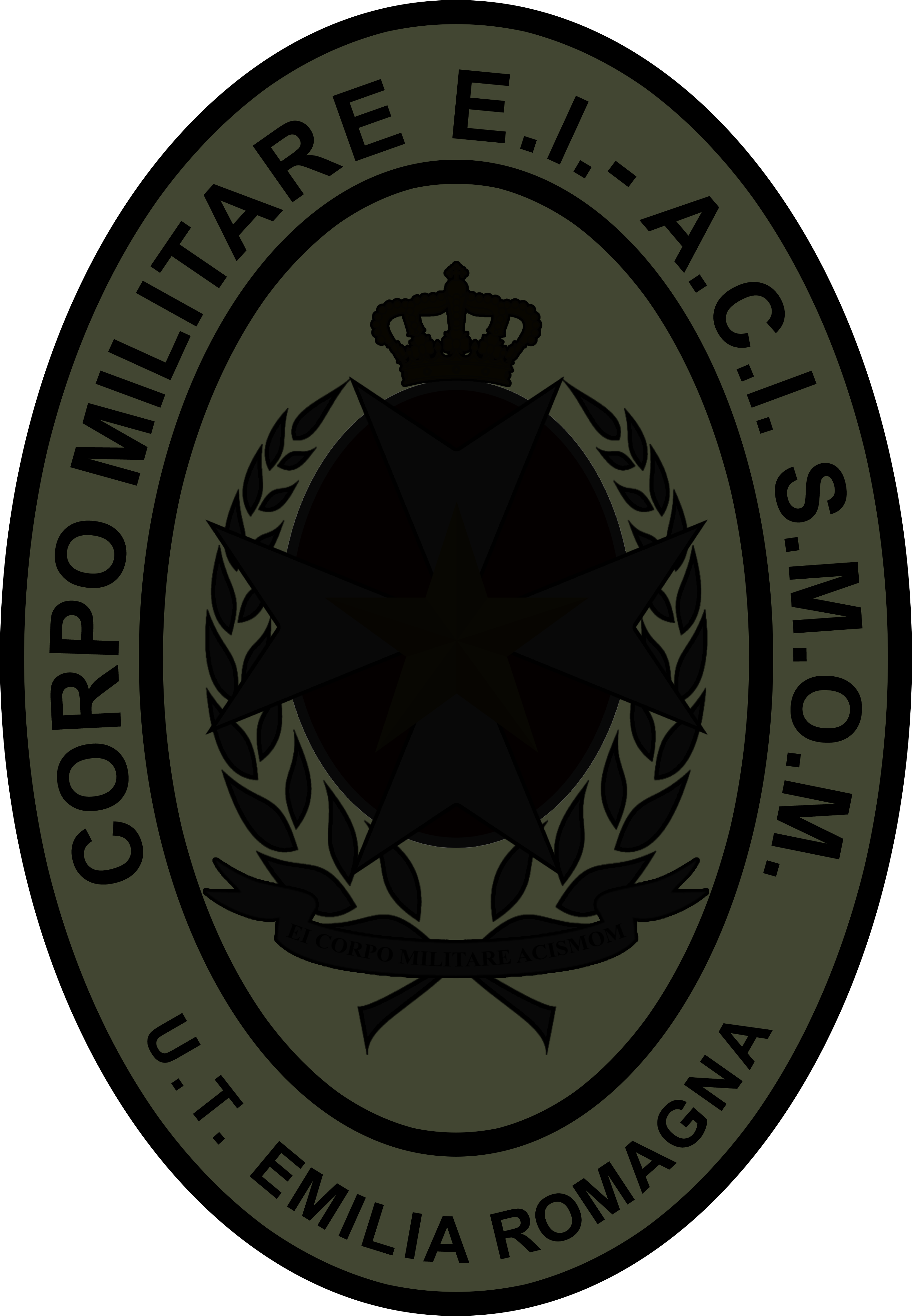
Patch identificativa a bassa visibilità del personale in servizio presso l'Unità Territoriale Emilia-Romagna (fuori ordinanza)
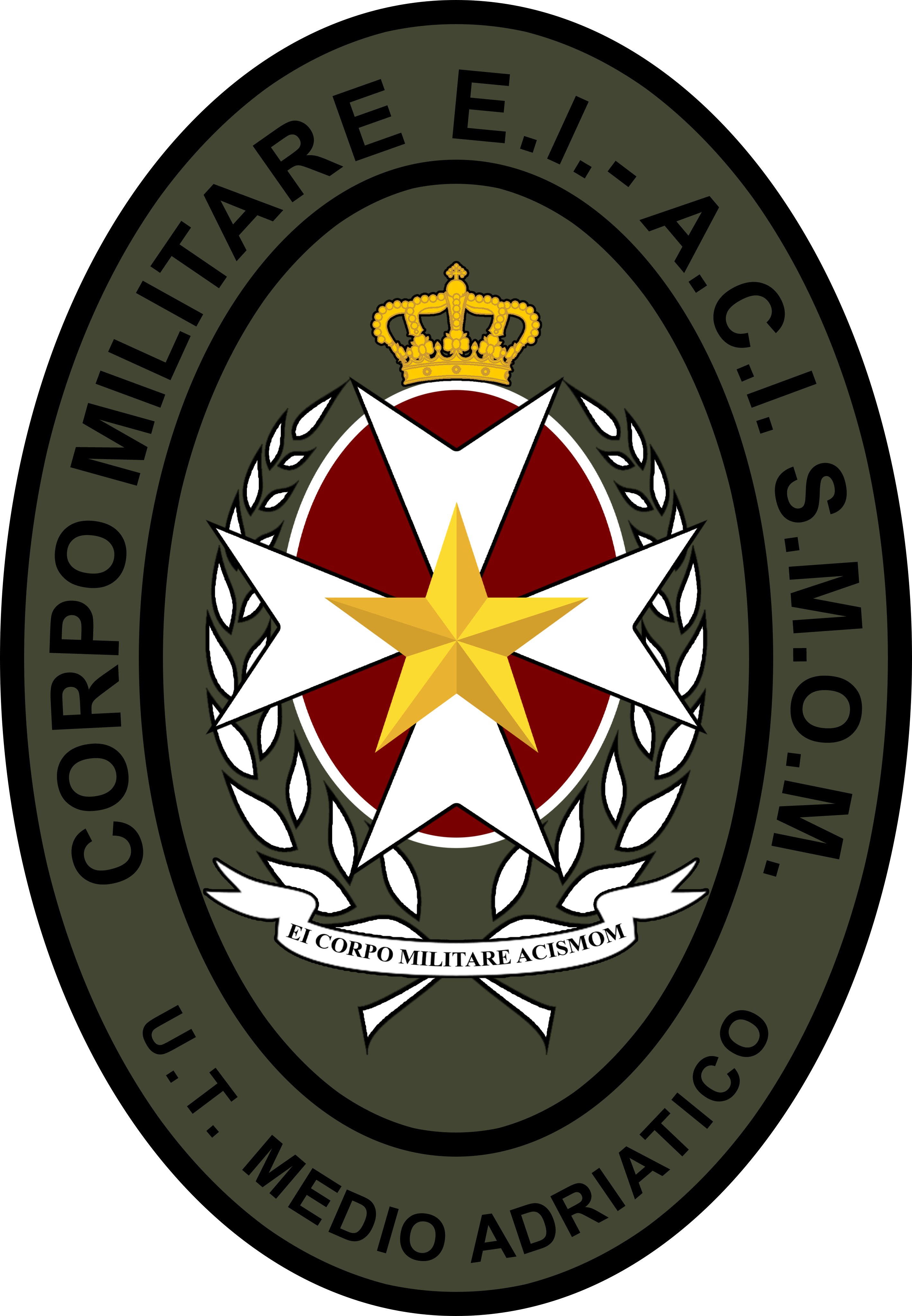
Patch identificativa del personale in servizio presso l'Unità Territoriale Medio Adriatico
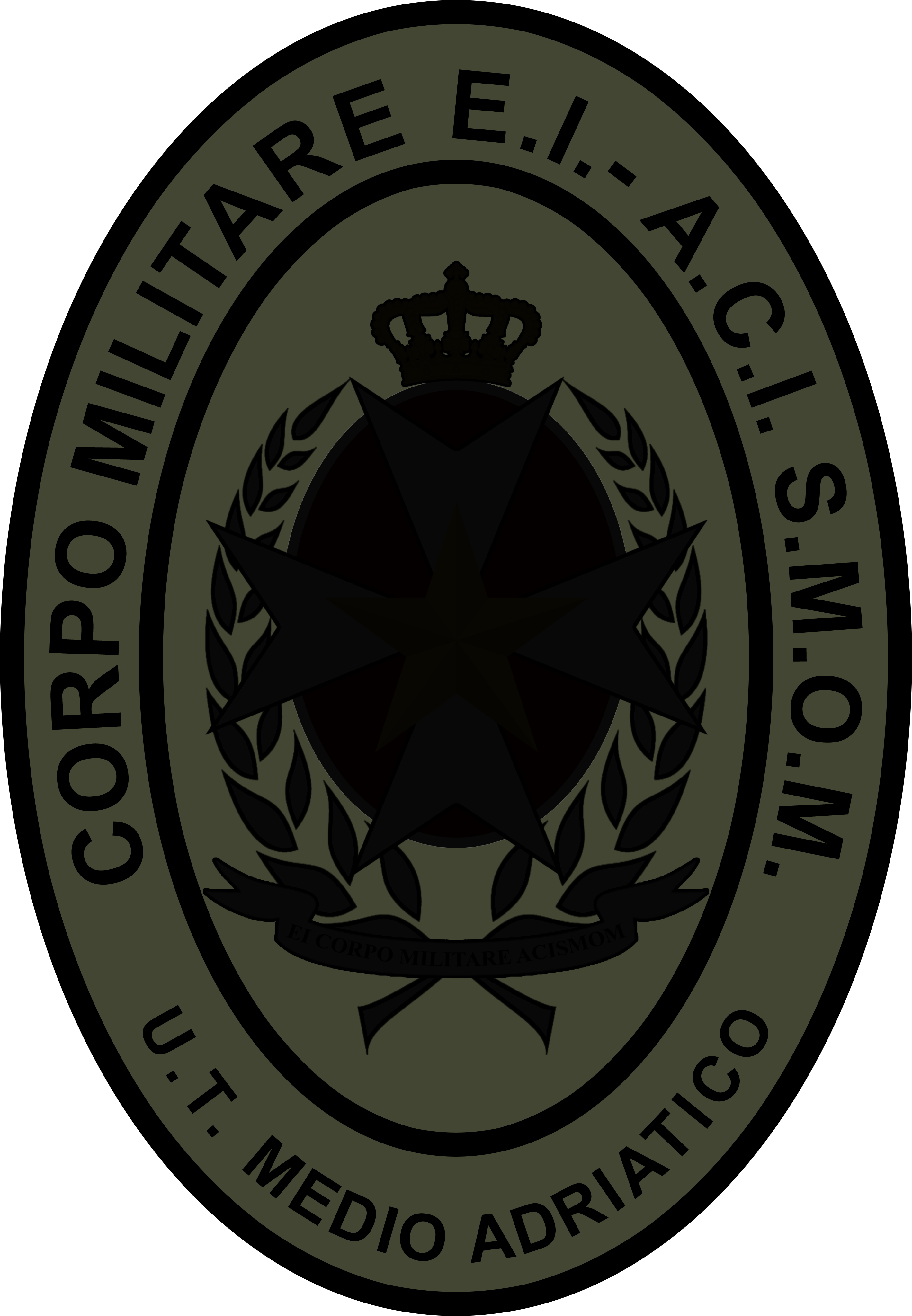
Patch identificativa a bassa visibilità del personale in servizio presso l'Unità Territoriale Medio Adriatico (fuori ordinanza)
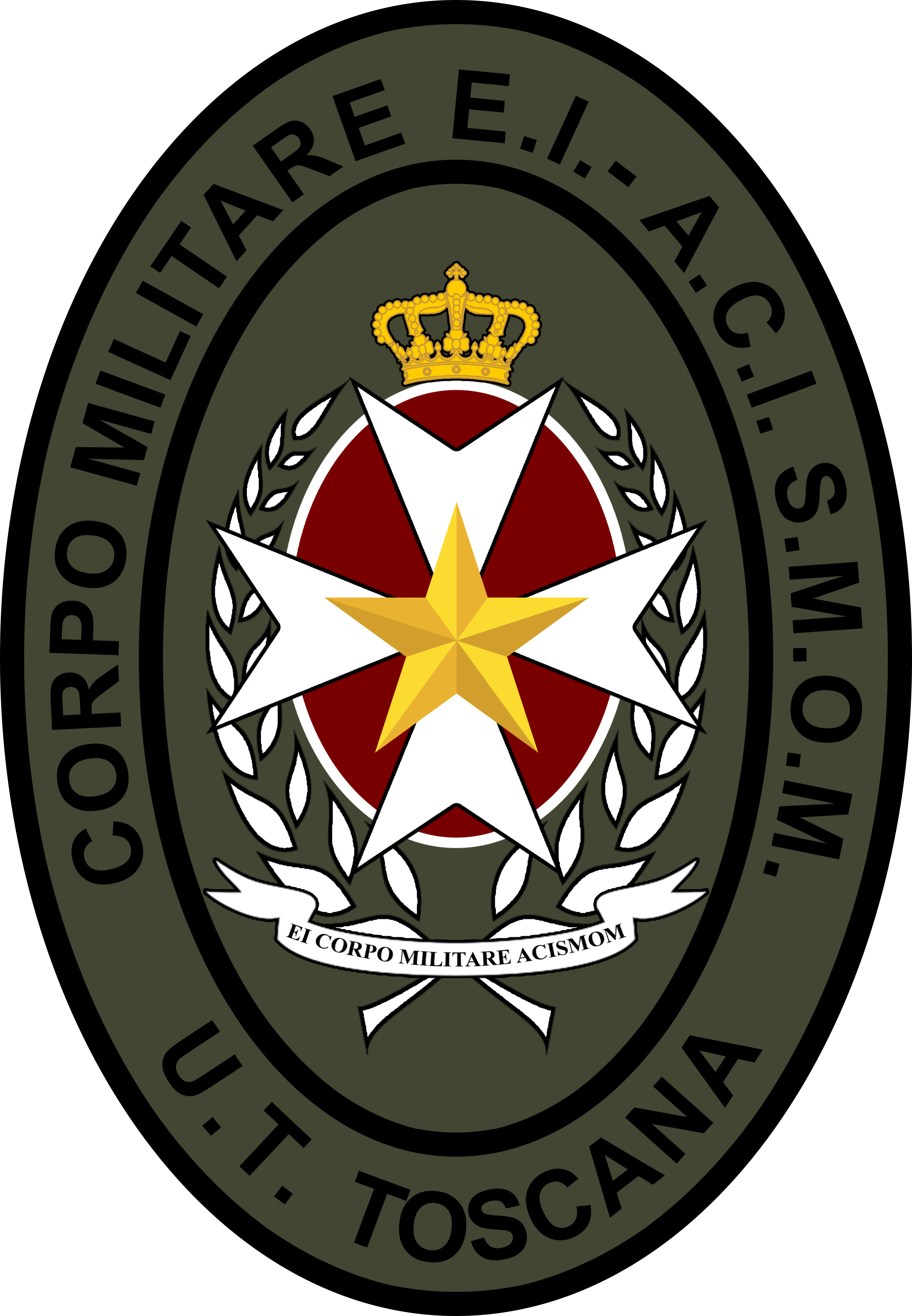
Patch identificativa del personale in servizio presso l'Unità Territoriale Toscana
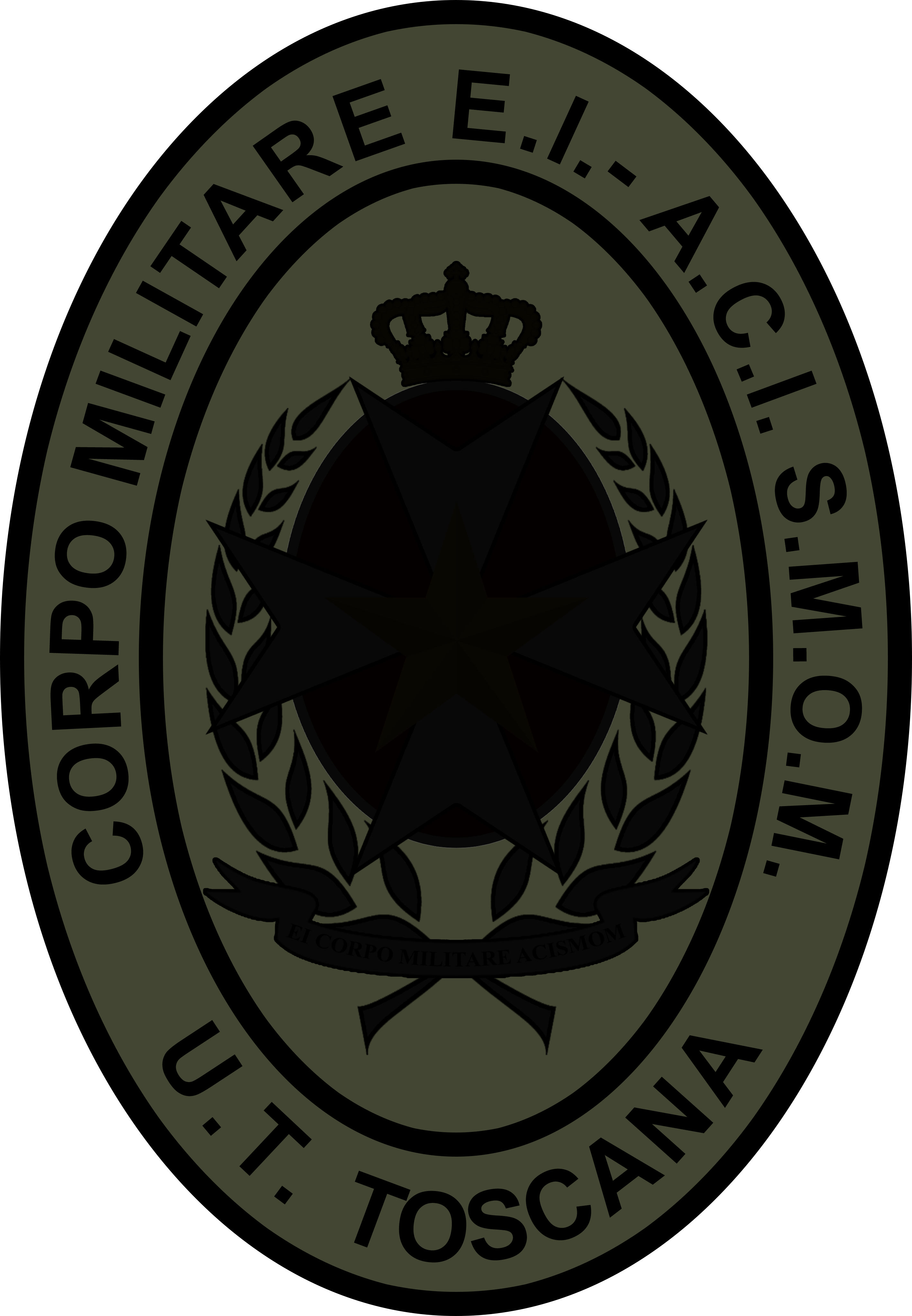
Patch identificativa a bassa visibilità del personale in servizio presso l'Unità Territoriale Toscana (fuori ordinanza)
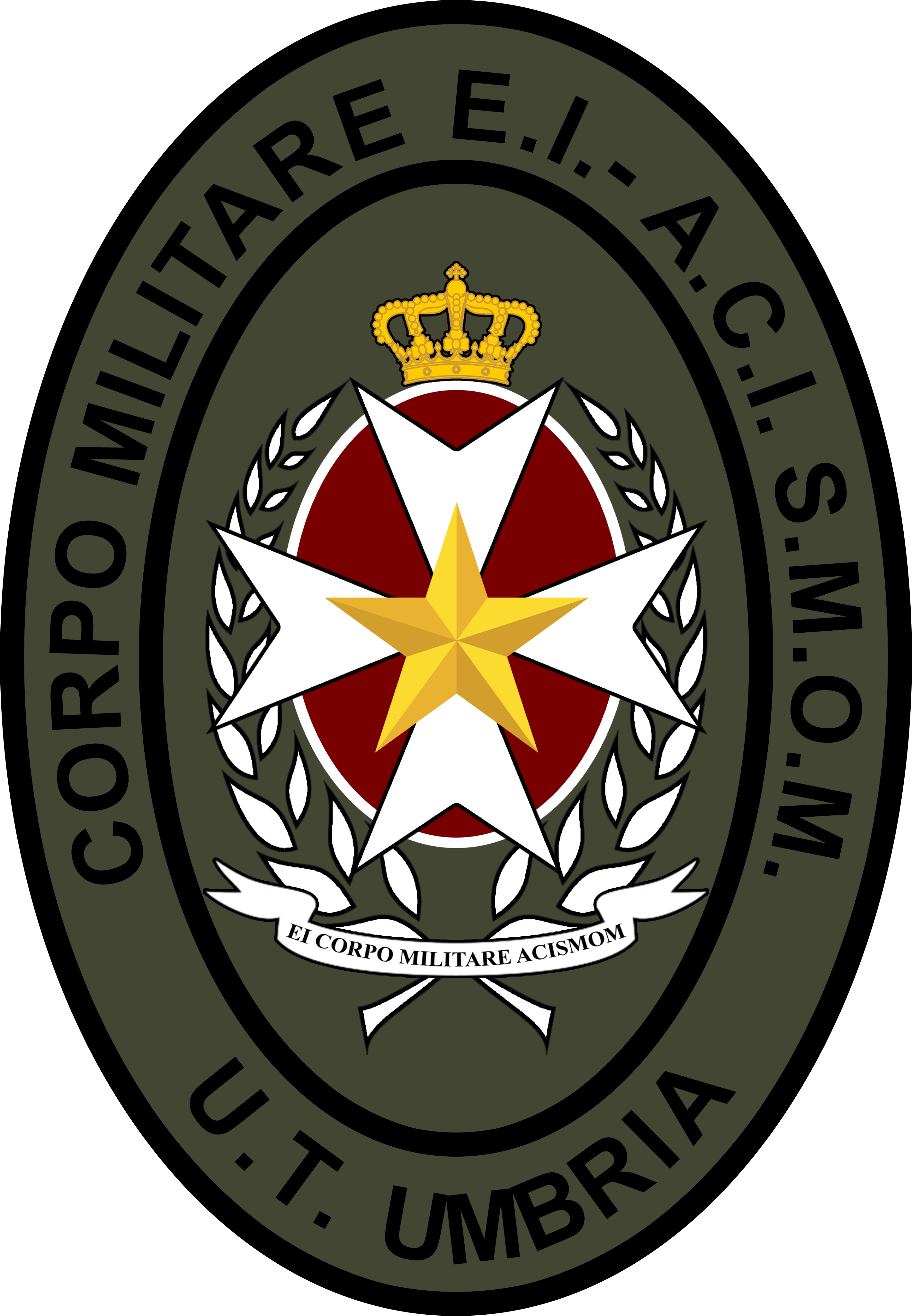
Patch identificativa del personale in servizio presso l'Unità Territoriale Umbria
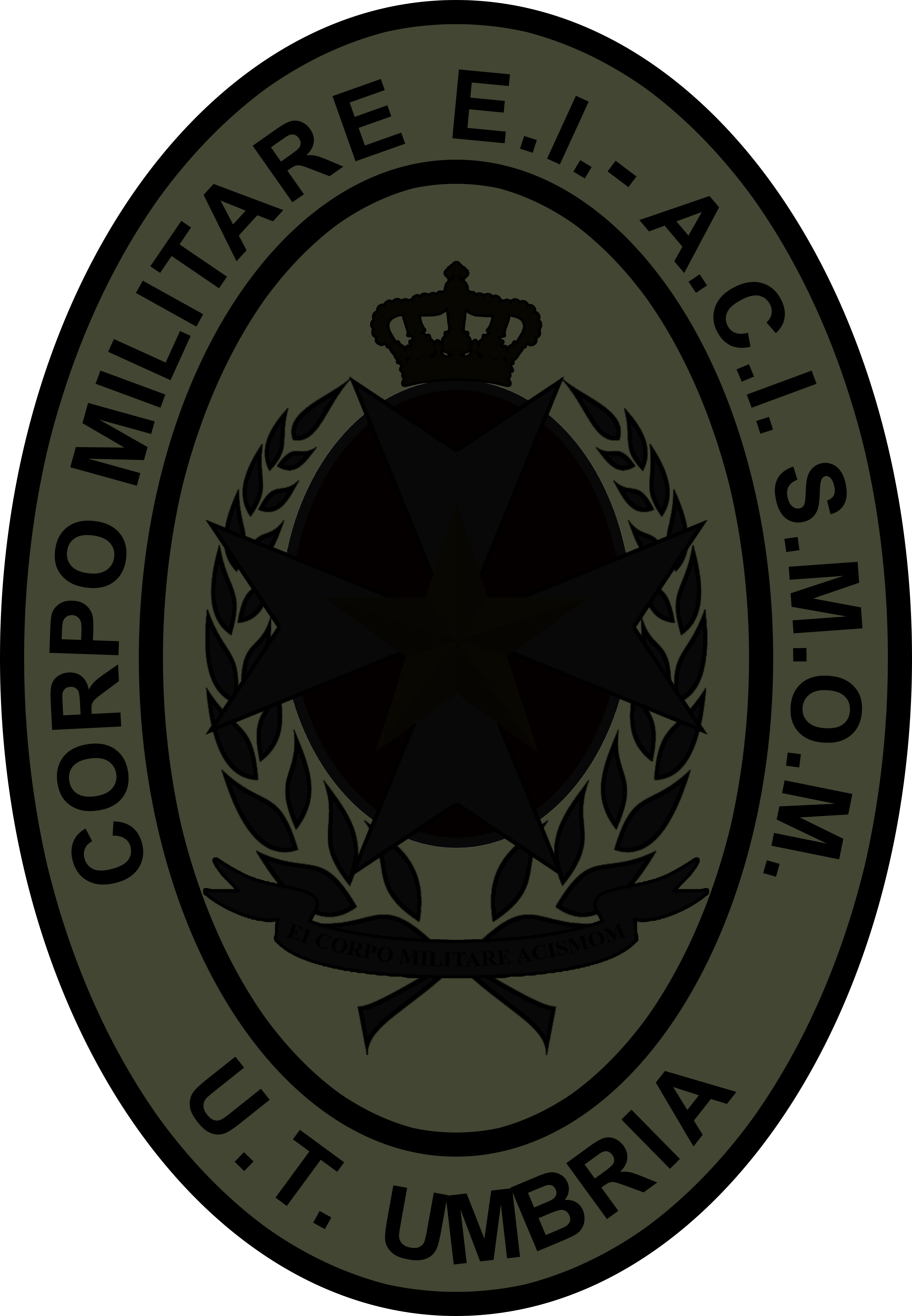
Patch identificativa a bassa visibilità del personale in servizio presso l'Unità Territoriale Umbria (fuori ordinanza)
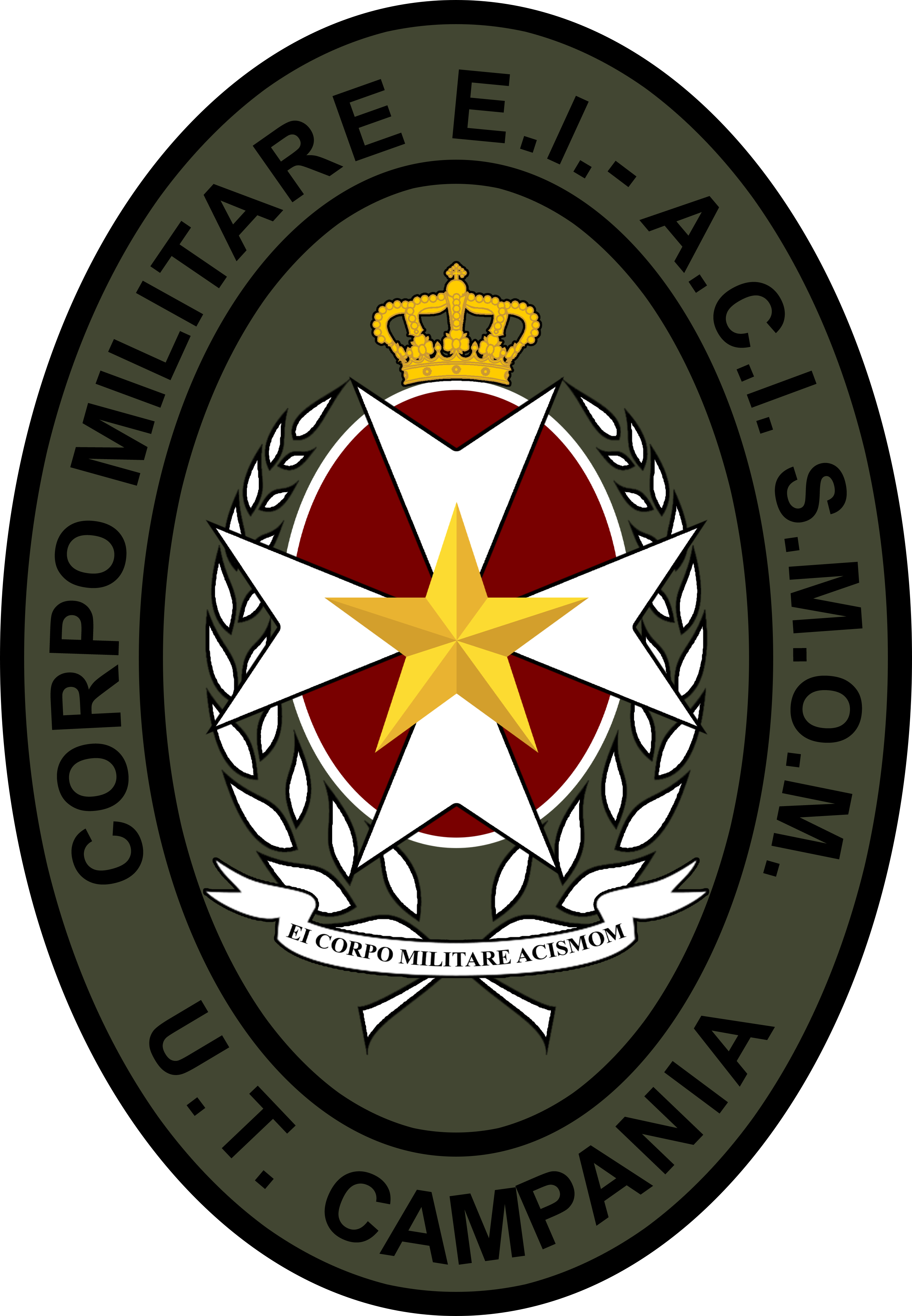
Patch identificativa del personale in servizio presso l'Unità Territoriale Campania
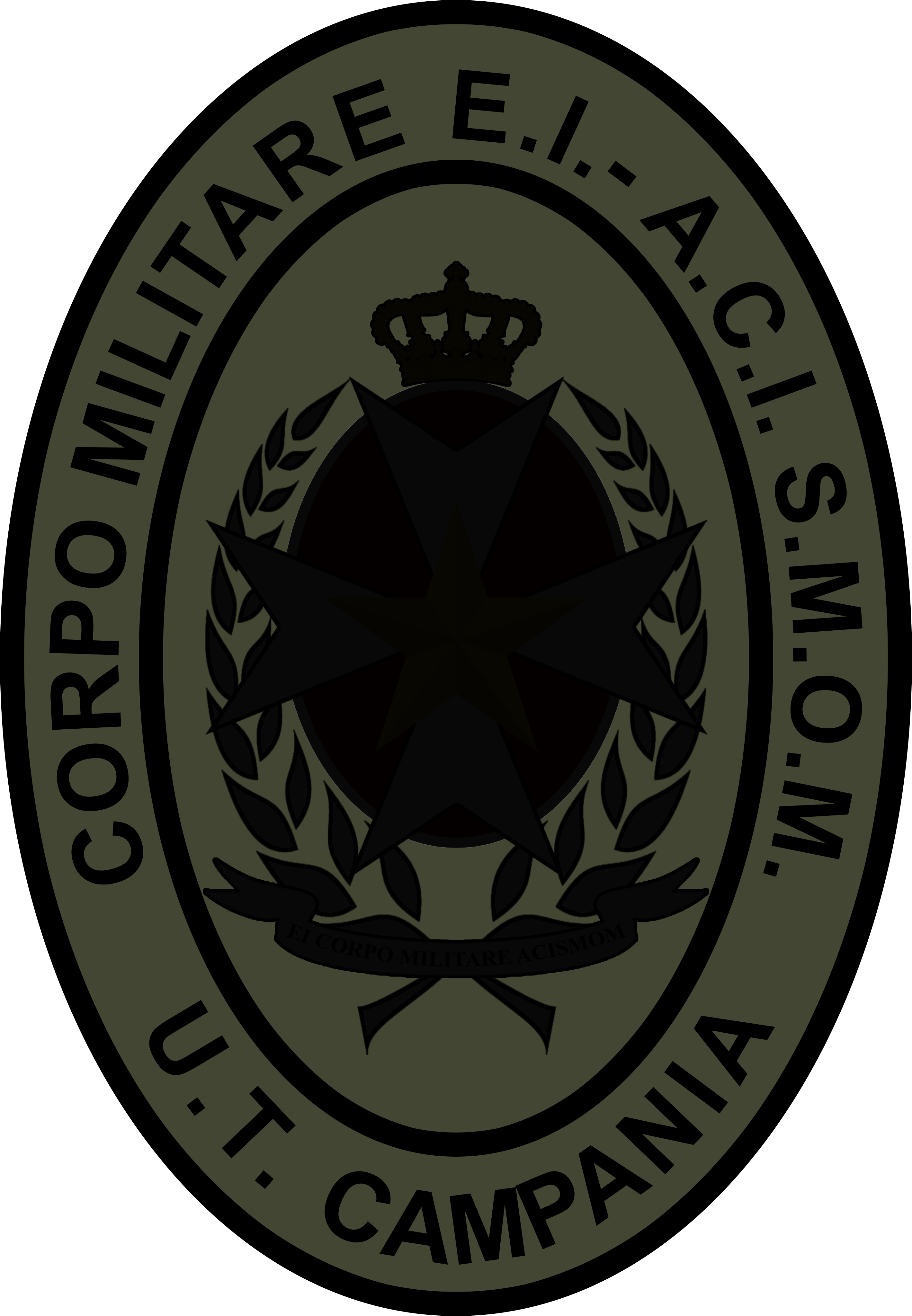
Patch identificativa a bassa visibilità del personale in servizio presso l'Unità Territoriale Campania (fuori ordinanza)
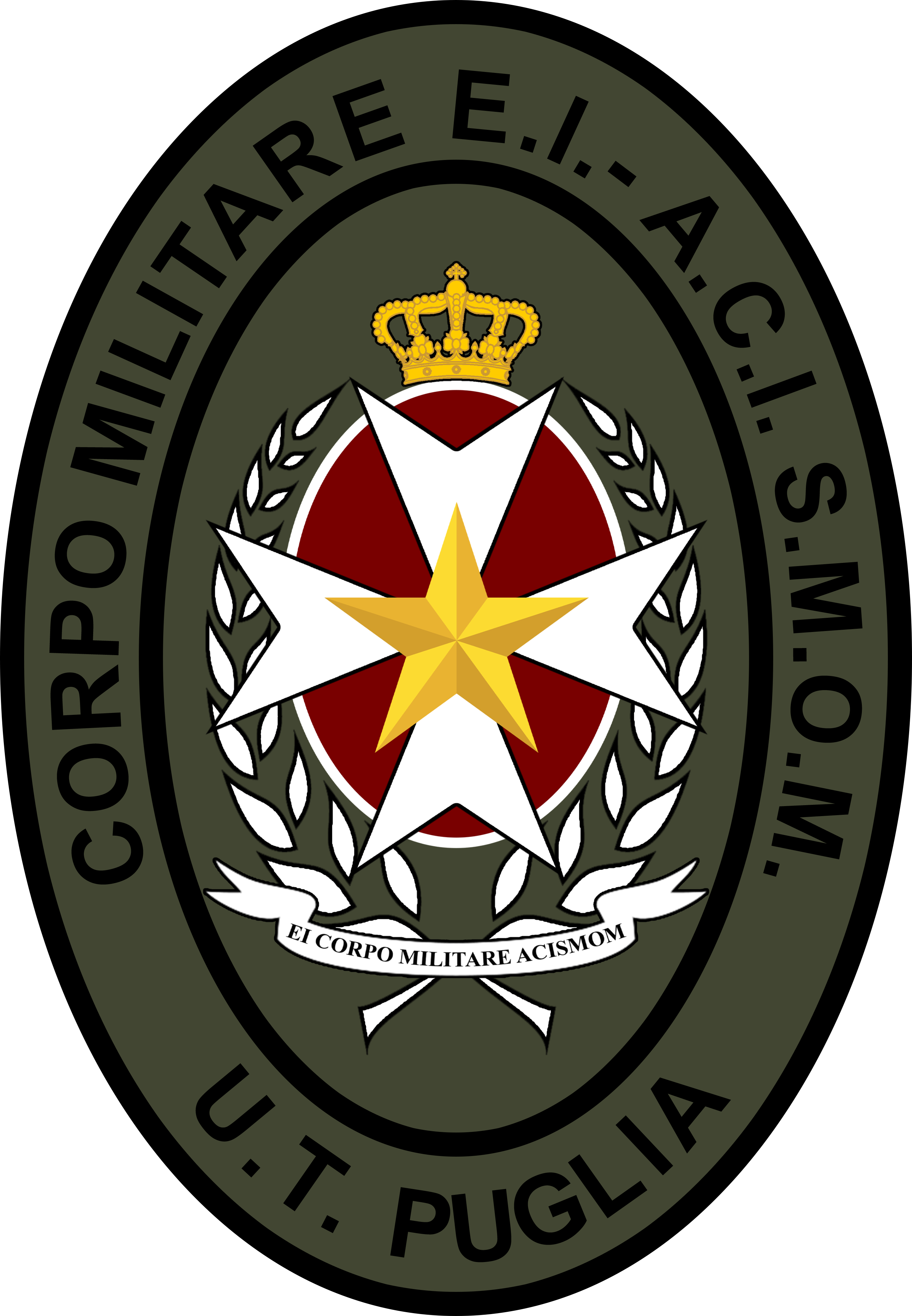
Patch identificativa del personale in servizio presso l'Unità Territoriale Puglia
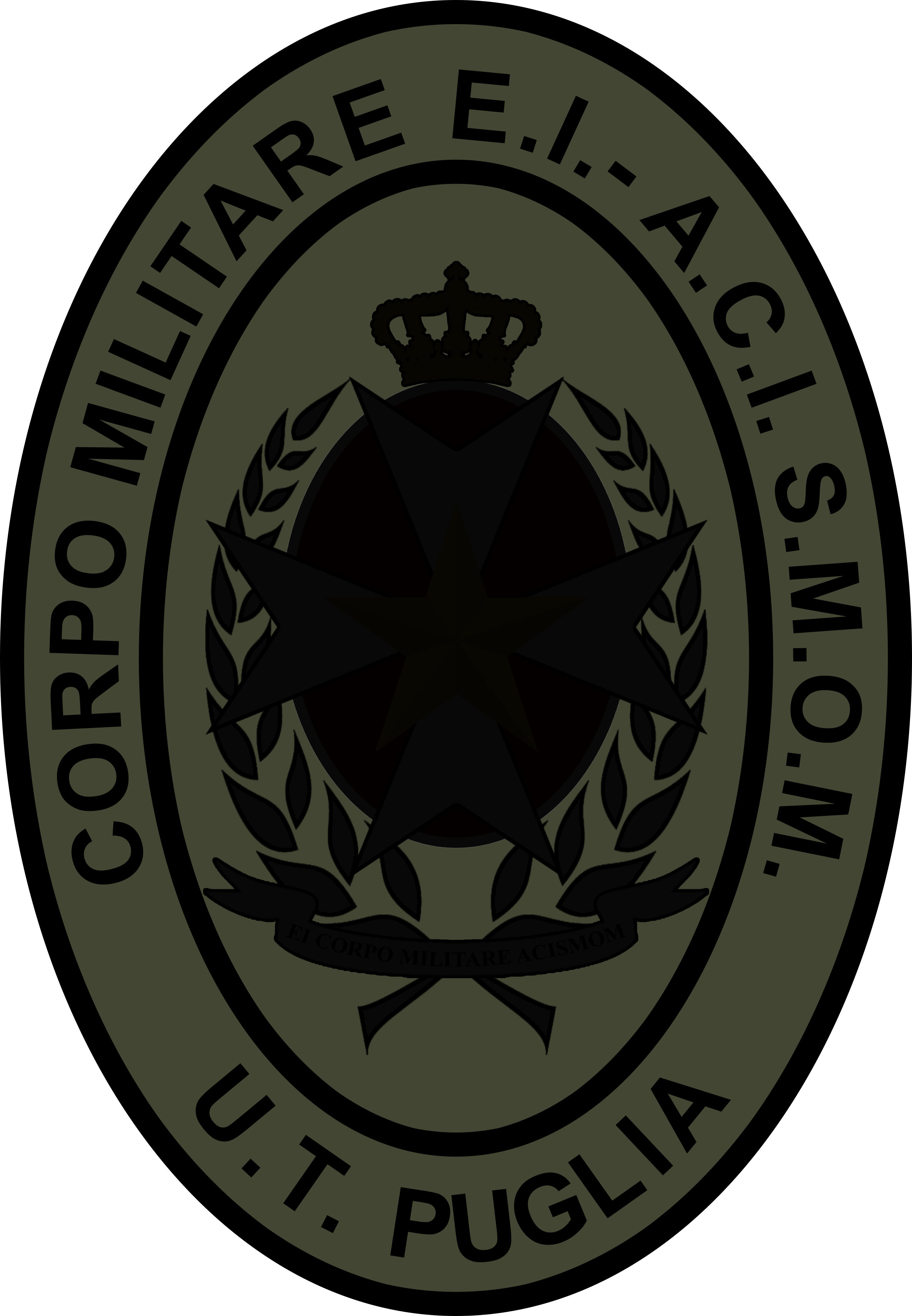
Patch identificativa a bassa visibilità del personale in servizio presso l'Unità Territoriale Puglia (fuori ordinanza)
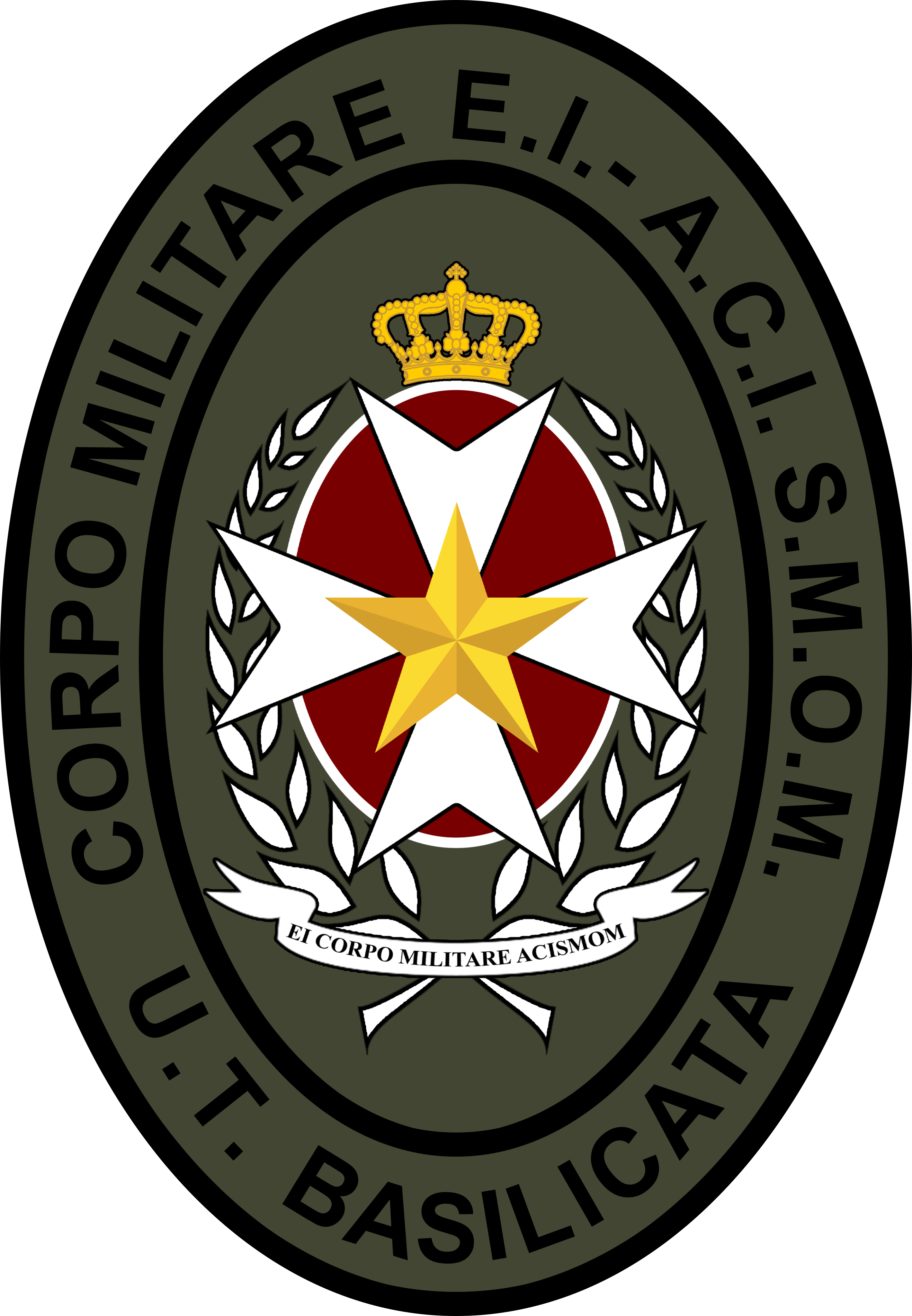
Patch identificativa del personale in servizio presso l'Unità Territoriale Basilicata
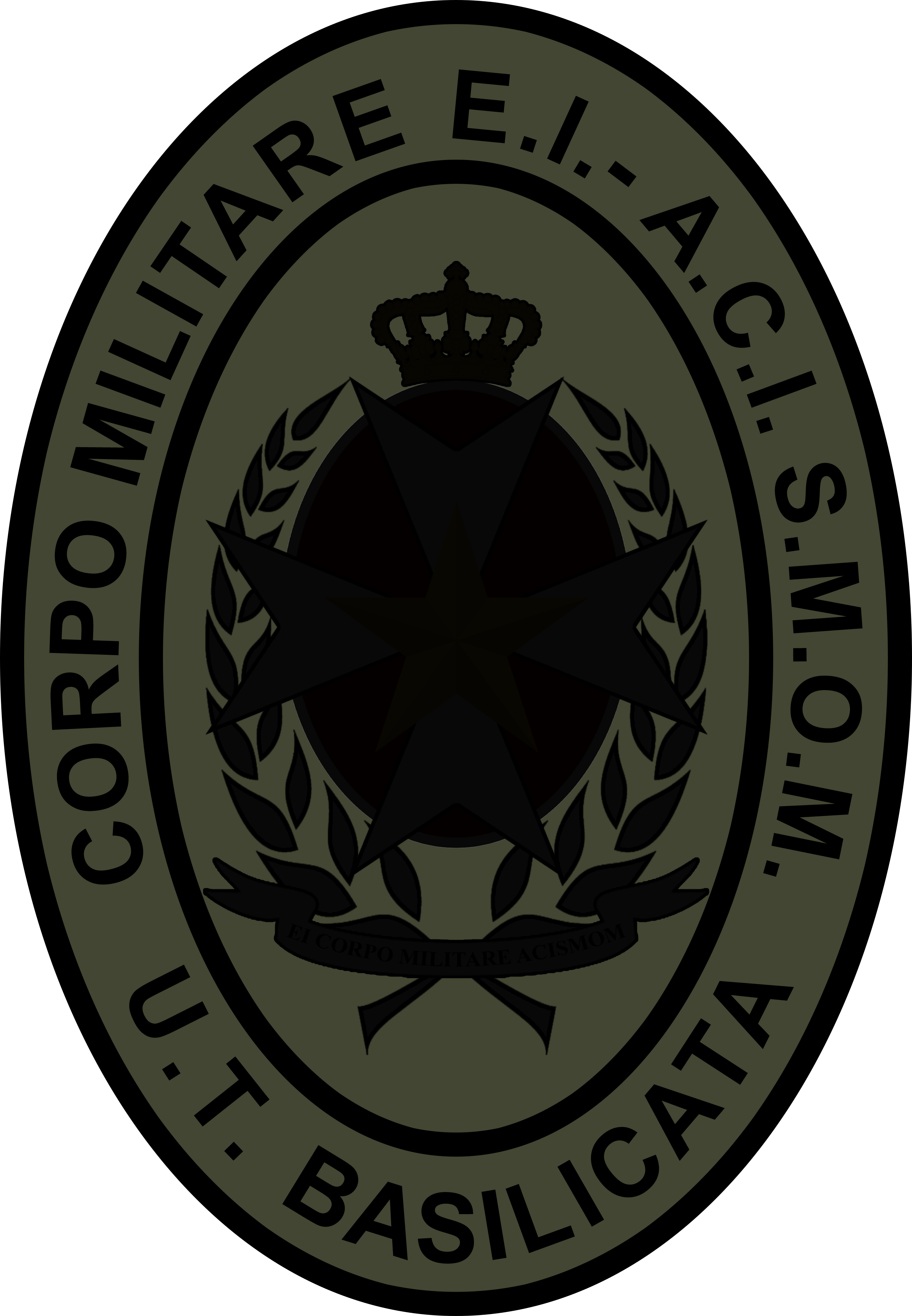
Patch identificativa a bassa visibilità del personale in servizio presso l'Unità Territoriale Basilicata (fuori ordinanza)
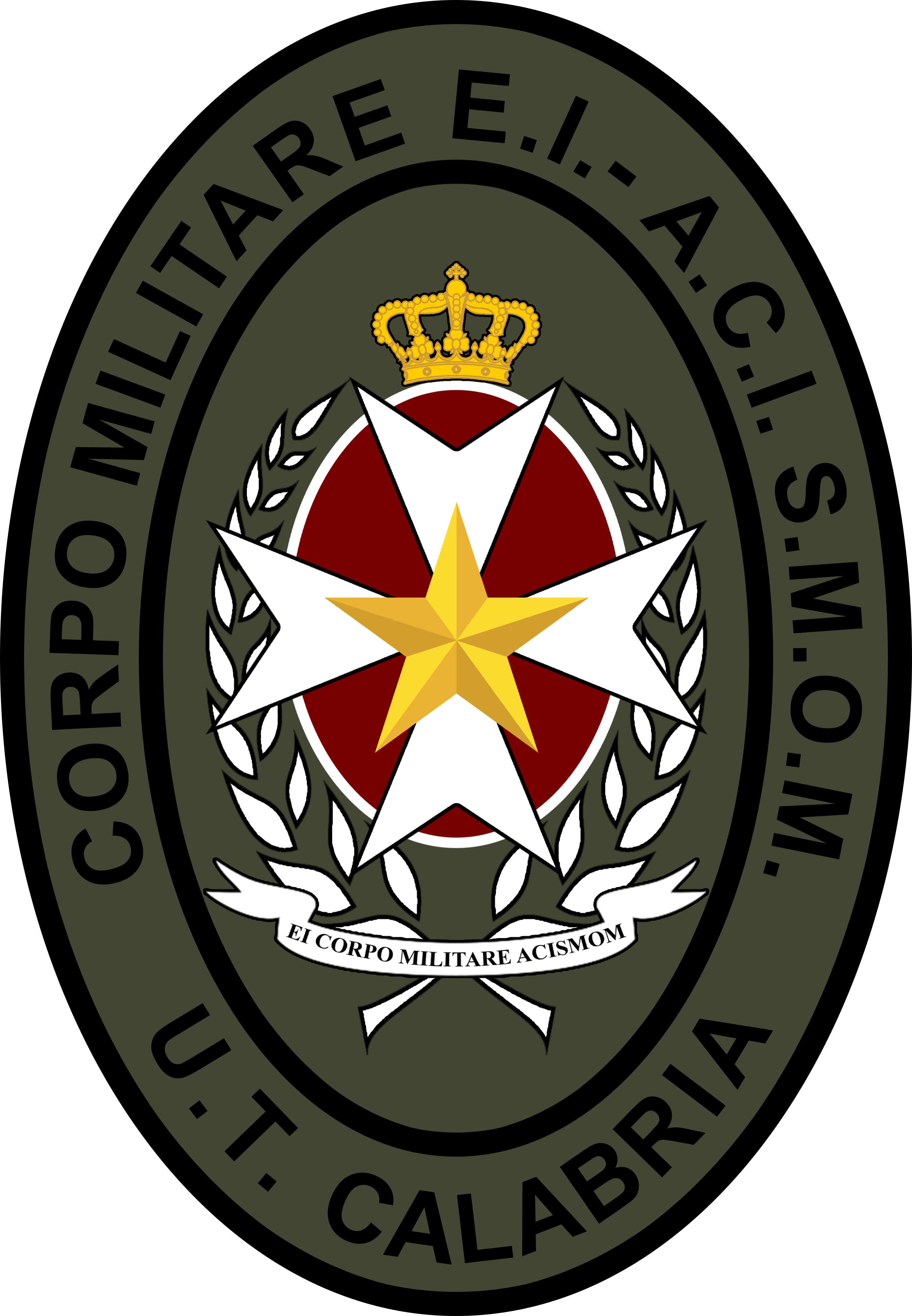
Patch identificativa del personale in servizio presso l'Unità Territoriale Calabria
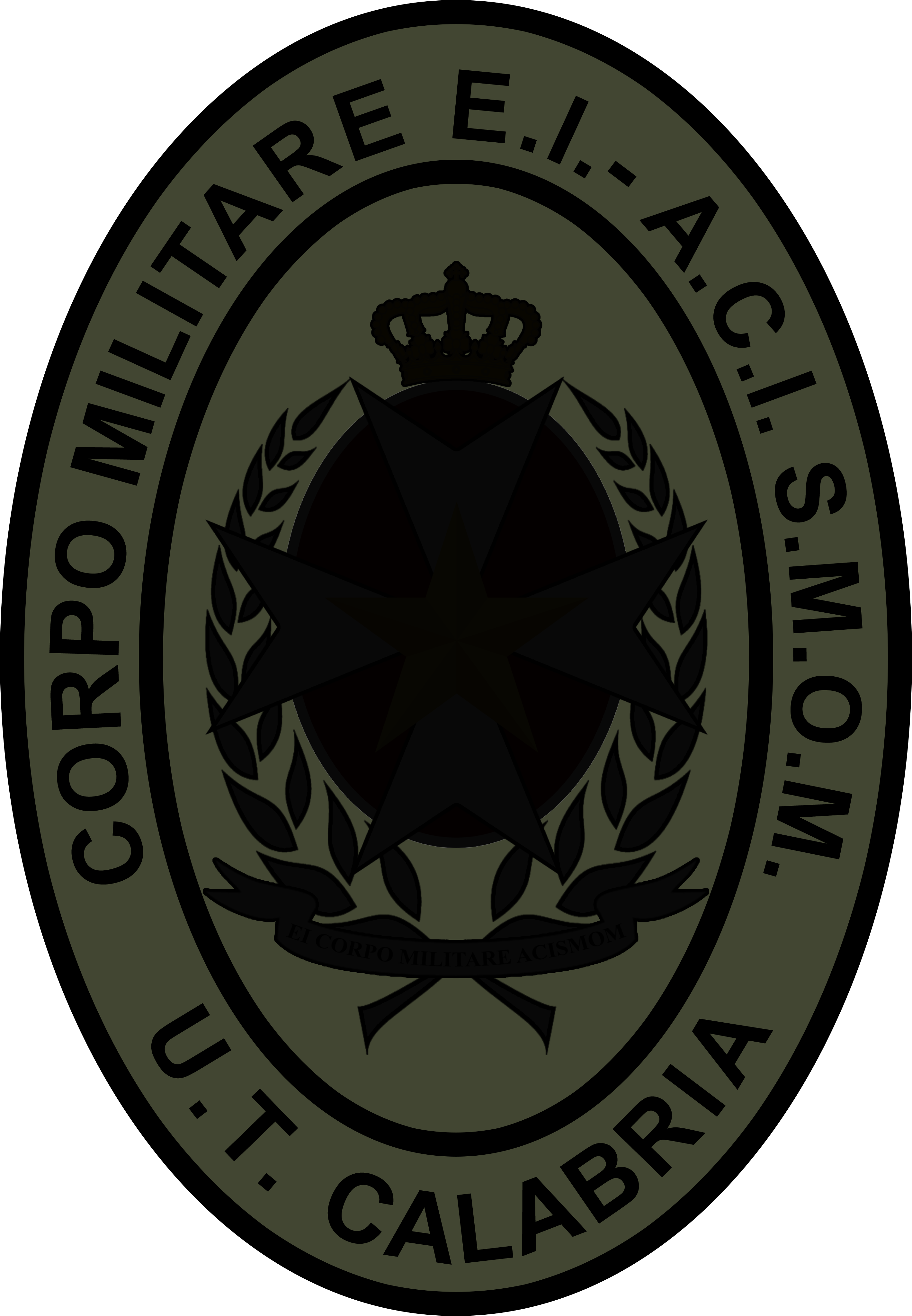
Patch identificativa a bassa visibilità del personale in servizio presso l'Unità Territoriale Calabria (fuori ordinanza)
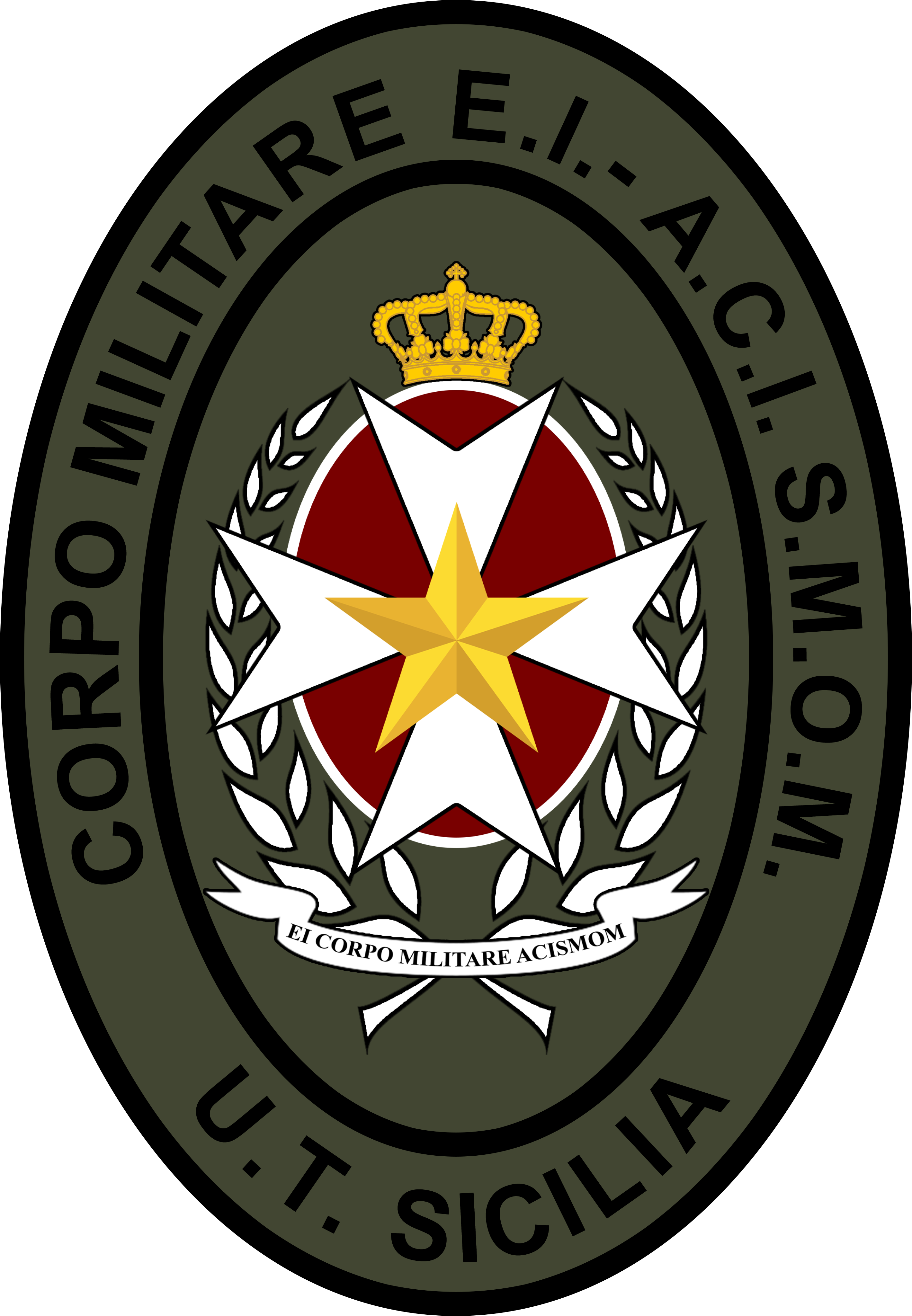
Patch identificativa del personale in servizio presso l'Unità Territoriale Sicilia
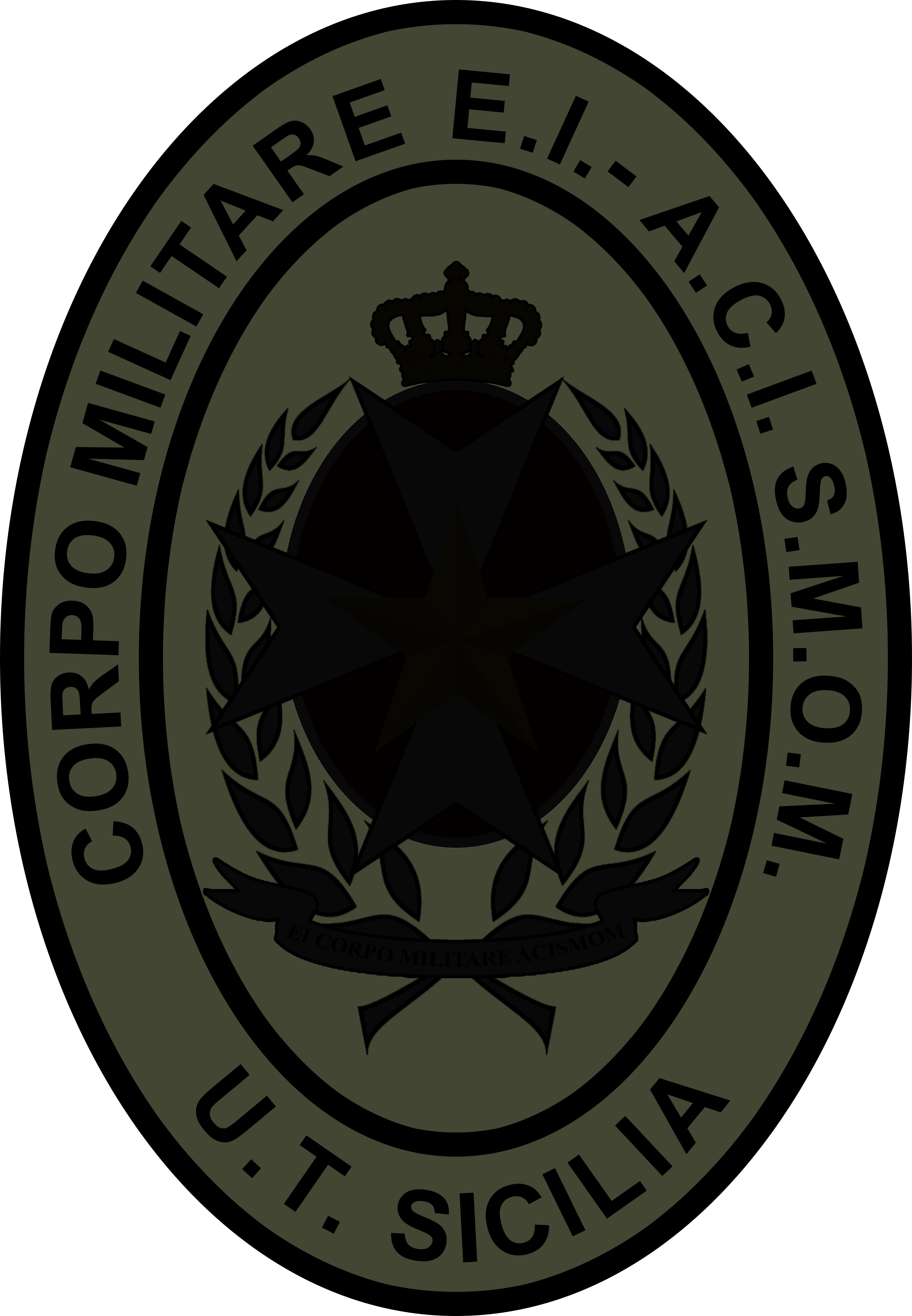
Patch identificativa a bassa visibilità del personale in servizio presso l'Unità Territoriale Sicilia (fuori ordinanza)

#### Bracciale Sanitario Internazionale

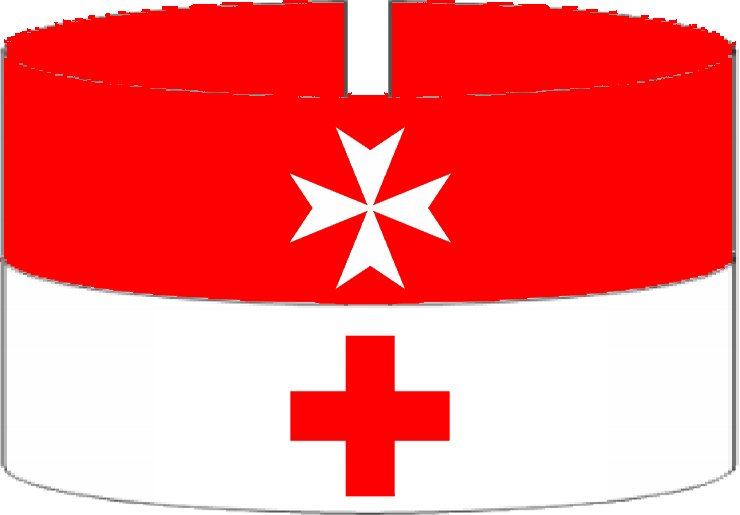
Bracciale Sanitario Internazionale

### Mostreggiature (o mostrine)[9]

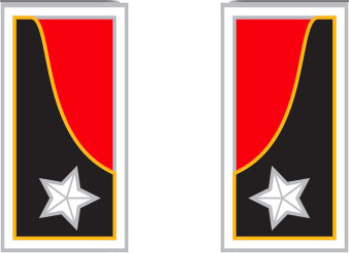
Ufficiali Comandanti di Unità Territoriale o Unità Ospedaliera
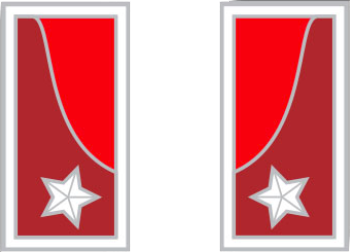
Ufficiali Medici, Odontoiatri, Farmacisti e Veterinari
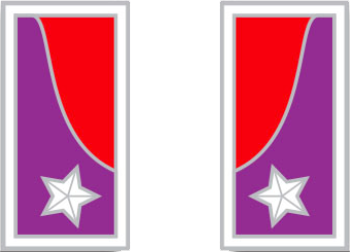
Ufficiali Commissari, Ingegneri ed Architetti
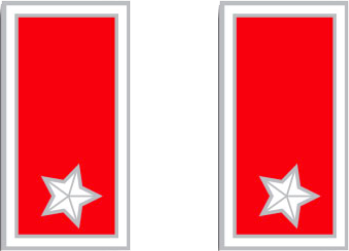
Sottufficiali e Truppa

## Gradi
I gradi in uso nel Corpo militare sono per foggia gli stessi di quelli in uso per l'Esercito, tuttavia non seguono l'ordinamento gerarchico attualmente vigente per l'Esercito. Di seguito sono riportati i gradi per le controspalline dell'uniforme ordinaria.
| Ufficiali generali                    |                      |                       |                       |              |              |
| Generale direttore capo del personale |                      |                       |                       |              |              |
|                                       |                      |                       |                       |              |              |
| Ufficiali superiori                   |                      |                       |                       |              |              |
|                                       |                      |                       |                       |              |              |
| Colonnello                            | Colonnello           | Tenente colonnello    | Tenente colonnello    | Maggiore     | Maggiore     |
|                                       |                      |                       |                       |              |              |
| Ufficiali inferiori                   |                      |                       |                       |              |              |
|                                       |                      |                       |                       |              |              |
| Capitano                              | Capitano             | Tenente               | Tenente               | Sottotenente | Sottotenente |
|                                       |                      |                       |                       |              |              |
| Sottufficiali                         |                      |                       |                       |              |              |
| Ruolo marescialli                     |                      |                       |                       |              |              |
|                                       |                      |                       |                       |              |              |
| Maresciallo maggiore                  | Maresciallo maggiore | Maresciallo ordinario | Maresciallo ordinario | Maresciallo  | Maresciallo  |
|                                       |                      |                       |                       |              |              |
| Ruolo sergenti                        |                      |                       |                       |              |              |
|                                       |                      |                       |                       |              |              |
| Sergente maggiore                     | Sergente maggiore    | Sergente maggiore     | Sergente              | Sergente     | Sergente     |
| Truppa                                |                      |                       |                       |              |              |
|                                       |                      |                       |                       |              |              |
| Caporale maggiore                     | Caporale maggiore    | Caporale              | Caporale              | Milite       | Milite       |
|                                       |                      |                       |                       |              |              |

## Armi e mezzi in dotazione

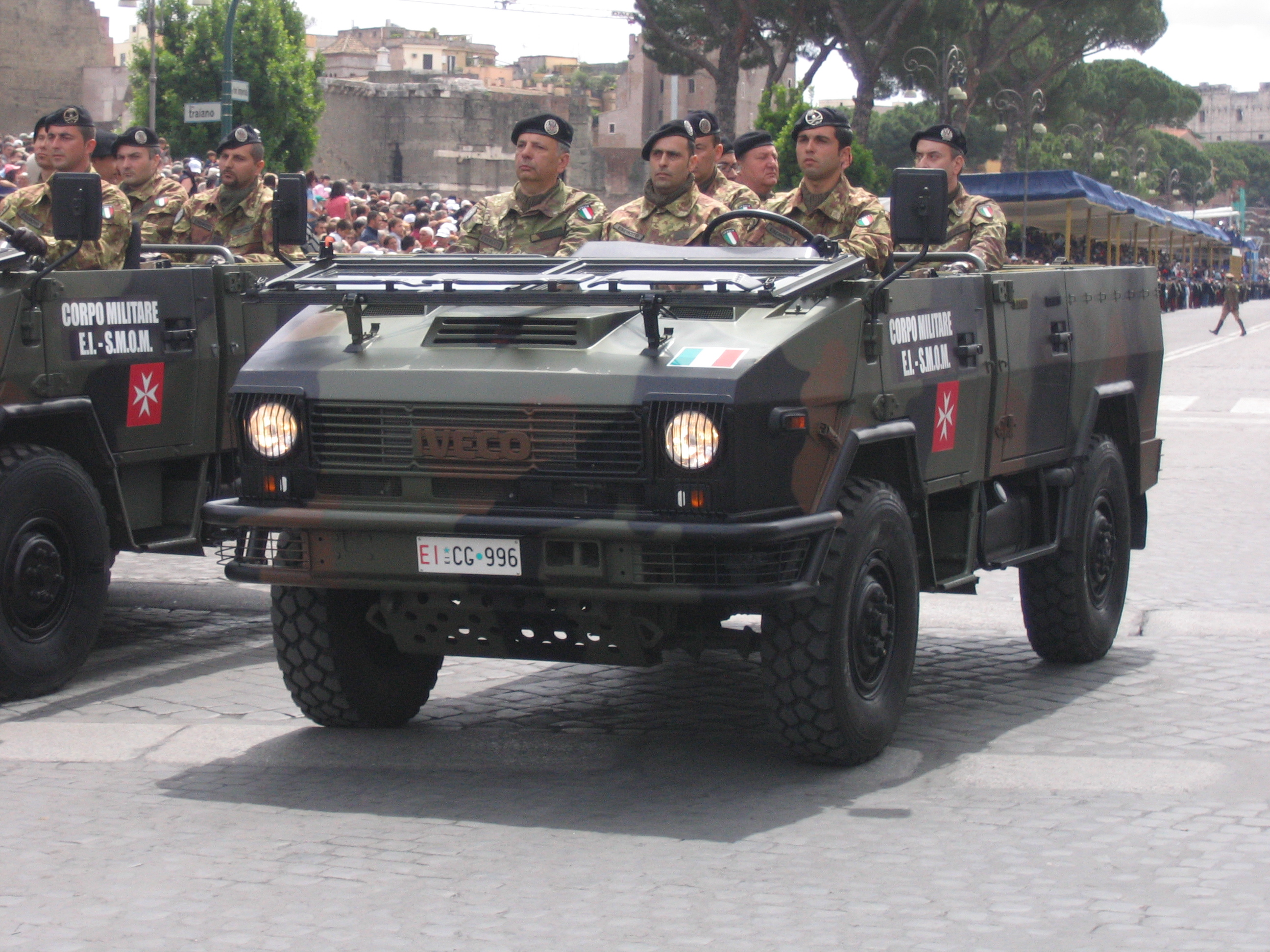
VM 90T del Corpo sfilano durante la parata per la Festa della Repubblica.

### Armamento
- Pistola semiautomatica "BERETTA 92 FS" cal.9
- Fucile d'assalto "AR 70/90" cal. 5,56
- Fucile d'assalto "Beretta ARX - 160" calibro NATO 5,56 x 45mm

### Mezzi ed Attrezzature
- Cagiva 350 W12 - motociclo da ricognizione
- Land Rover AR 90 - veicolo da ricognizione
- VM 90T - veicolo multiruolo versione Torpedo
- VTLM Lince - veicolo trasporto leggero multiruolo
- Complesso autoscarrabile APS - 95
- ACM 90 - autocarro medio
- Fiat Ducato - ambulanza
- VM 90 - veicolo multiruolo versione ambulanza
- Fiat Ducato I e II serie - autobus
- shelter UEO[10]
- gruppo elettrogeno Parizzi GE 9/765
- potabilizzatore OMP Aqua-Cube[11]
- Apparato di bonifica piccola capacità[12]
- Apparato di bonifica di grandi capacità Sanijet C 291[13]
- CAM (Chemical Agent Monitor)[14]
- Tenda pneumatica multiuso 7,5 x 5,2 metri[15]
- Tenda pneumatica multifunzione 12,5 x 8,2 metri[16]

Quasi la totalità dei mezzi del Corpo utilizza le targhe dell'Esercito Italiano (EI), mentre solo alcuni montano la targa SMOM in uso all'Associazione dei cavalieri italiani del sovrano militare ordine di Malta.

## Preghiera del Corpo militare
Noi, soldati del Corpo militare dell’Ordine di Malta, siamo oggi alla Tua presenza per implorare da Te protezione e per offrirTi il nostro servizio.
Come militari Ti chiediamo la forza invincibile, la fedeltà incrollabile, lo spirito di sacrificio. Come militari del Sovrano militare Ordine di Malta, Ti promettiamo la fedeltà alla millenaria tradizione melitense, l’impegno per la pace nel mondo, il servizio ai sofferenti e ai colpiti dalla sventura.
La Croce Ottagona sia l’Ideale! La Vergine di Fileremo sia la guida! L’eroismo di San Giovanni Battista sia l’esempio!
Amen.»

## Museo del Corpo
Il museo storico del Corpo militare è situato nell'edificio del comando del Corpo, nella caserma Artale della Cecchignola a Roma.
Inaugurato il 12 gennaio 2006 è articolato in tre grandi sale. Comprende cimeli (tra cui 8 bandiere, 12 divise storiche e ben 75 copricapi) e una gran quantità di documenti, fotografie e armi antiche.

## Comandanti del corpo
- S.E. il principe Mario Chigi Albani della Rovere, 1877-1890;
- colonnello Carlo Antici Mattei, 1893-1902 e poi 1915;
- colonnello Antonio Sarvognan di Brazzà, 1902-1914;
- S.E. il principe Ludovico Chigi Albani della Rovere, 1914-1915;
- colonnello Luigi Cusani Confalonieri, 1915-1922;
- colonnello Emilio Gritti Morlacchi, 1922-1937;
- colonnello Giuseppe Trionfi, 1938-1944;
- S.E. generale c.a. conte Carlo Nasalli Rocca di Corneliano, 1944-1980;
- S.E. generale c.a. Giangiorgio Barbasetti di Prun, 1980-1992;
- colonnello Giovanni Maria Uggias (f. f.), 1992-1995;
- generale c.a. OMI Mario Prato di Pamparato, 1995 - 2010;
- colonnello Mario Fine (f. f.), 2010-2017
- generale direttore capo del personale Mario Fine, 2017- 2023
- colonnello Direttore Gruppo Ospedali Tommaso Gargallo di Castel Lentini (f.f.), 2023[17]
- generale direttore capo del personale Tommaso Gargallo di Castel Lentini, 2024

## Onorificenze concesse dal Corpo
Distintivo d'onore al merito del Corpo speciale volontario ausiliario dell'Esercito Italiano dell'Associazione dei cavalieri italiani del Sovrano militare Ordine di Malta
 Distintivo d'onore al merito del Corpo speciale volontario ausiliario dell'Esercito Italiano dell'Associazione dei cavalieri italiani del Sovrano militare Ordine di Malta - Classe d'oro.
 Distintivo d'onore al merito del Corpo speciale volontario ausiliario dell'Esercito Italiano dell'Associazione dei cavalieri italiani del Sovrano militare Ordine di Malta - Classe d'argento.
 Distintivo d'onore al merito del Corpo speciale volontario ausiliario dell'Esercito Italiano dell'Associazione dei cavalieri italiani del Sovrano militare Ordine di Malta - Classe d'bronzo.
 Medaglia commemorativa della Campagna di guerra 1915 - 1918
Classi d'argento (per ufficiali) e di bronzo (per il personale di assistenza).
 Medaglia commemorativa della Campagna di guerra 1940 - 1945
Classi d'argento (per ufficiali) e di bronzo (per il personale di assistenza).

## Onorificenze concesse alla Bandiera del Corpo
La Bandiera di guerra del Corpo Militare EI-SMOM è decorata delle seguenti onorificenze: